# الخط الزمني للحرب الأهلية السورية (يناير–أبريل 2012)
فيما يلي جدول زمني للحرب الأهلية السورية في الفترة من كانون الثاني / يناير إلى نيسان / أبريل 2012، واستمرت خلالها موجة الاحتجاجات التي بدأت في كانون الثاني / يناير 2011 في سنة تقويمية أخرى. وانتهت بعثة مراقبة تابعة للجامعة العربية من الفشل حيث واصلت القوات السورية والمسلحون المناوئون للحكومة معركة في انحاء البلاد ومنعت الحكومة السورية المراقبين الاجانب من التجول في ساحات القتال النشطة بما في ذلك معاقل المعارضة المحاصرة. وقوبل وقف اطلاق النار المدعوم من الامم المتحدة بوساطة المبعوث الخاص كوفى عنان بمصير مماثل حيث تسيطر قوات حفظ السلام غير المسلحة التابعة للامم المتحدة على الحكومة والمقتالين.

## يناير 2012

### 1 يناير
زعمت تقارير متعددة على تويتر أن السوريين في العديد من الأحياء والمدن المضطربة، بما في ذلك الميدان في وسط دمشق، وبابا عمرو في حمص، ومدينة إدلب، كانوا يسيرون في احتجاجات يوم رأس السنة الميلادية ضد الحكومة في الصباح الباكر، بعد وقت قصير من منتصف الليل. وأعلنت لجان التنسيق المحلية المعارضة أنها أكدت مقتل 5,862 شخصا في الانتفاضة السورية خلال عام 2011، منهم 287 سجينا يدعى أنهم تعرضوا للتعذيب حتى الموت. كما أعلنت لجنة التنسيق عن أول وفاة مؤكدة من الانتفاضة في عام 2012، وهو شخص جريح توفي بسبب عدم كفاية إمدادات بلازما الدم في المستشفى. ارتفع عدد القتلى إلى ثمانية، بينهم العديد من القتلى من قوات الأمن السورية التي أطلقت النار على المتظاهرين في الضاحية الدمشقية داريا، ذكرت لجنة التنسيق القانونية قرب نهاية اليوم.
وقال المعلق الجديد نيك كوهين، وهو يكتب لصحيفة الغارديان البريطانية، إن على العالم الغربي أن يتدخل عسكريا للإطاحة بالرئيس بشار الأسد ووقف الجيش السوري عن ارتكاب المزيد من انتهاكات حقوق الإنسان. ورفضت الافتتاحية ادعاءات المعارضة بأن المحققين في حلب اخترعوا نوعا جديدا من التعذيب حيث يضطر المعتقلون إلى الوقوف على لوحة معدنية ساخنة حتى يعترفوا أو ينهارون من أضرار واسعة النطاق على أقدامهم.
دعا البرلمان العربي، وهو هيئة استشارية عربية أنشأتها جامعة الدول العربية، إلى انسحاب مراقبي التنظيم فوق الوطني من سوريا. وقال علي السالم الديكباس، رئيس البرلمان، إن المراقبين لم يفعلوا أي خير وكان من العار إبقائهم في سوريا مع استمرار الحملة. واضاف ان «مهمة فريق الجامعة العربية غاب عن هدفه وقف قتل الأطفال وضمان انسحاب القوات من الشوارع السورية واعطاء النظام السوري غطاء لارتكاب أعمال لانسانية تحت انظار مراقبي الجامعة العربية» في بيان.
الأسد من الداخل وعناصر الأمن السوري كان العقيد حافظ مخلوف يعتزم زيارة سويسرا، عندما حكمت المحكمة الفيدرالية السويسرية بأن لا يجوز منح مخلوف تأشيرة دخول. ويقال إن مخلوف خطط للتشاور مع محام في سويسرا في محاولة لإلغاء العقوبات الدولية بتجميد أصوله وتقييد سفره.
وبحسب وكالة الأنباء الإيرانية «بريستف»، أظهر استطلاع أجرته «مناظرات الدوحة» أن 55٪ من السوريين لم يرغبوا في أن يستقيل الأسد.

### 2 يناير
ودافع نبيل العربى الامين العام للجامعة العربية عن مهمة المراقبين بعد دعوة البرلمان العربى لانسحابه. وادعى العربي أنه نتيجة لوجود المراقبين ضغطا على الحكومة السورية للامتثال لمبادرة السلام العربية، تم سحب دبابات الجيش السوري من المدن، وتم الإفراج عن حوالي 3500 معتقل، وكانت المساعدات الإنسانية تسليمها إلى المدن المحاصرة سابقا. غير أن التصريحات التي أدلى بها قائد البعثة محمد أحمد مصطفى الدابي في نيوشور قبل يومين، أقرت بأن القناصة بقوا في مناطق عدة، وأن إطلاق النار ما زال مستمرا، على الرغم من أنه كان من الصعب على المراقبين معرفة من كان يطلق النار عليهم ومنهم. اعترض ناشطون معارضون على تصريحات العربي، قولوا لوس أنجلوس تايمز أن العديد من الدبابات لم تنسحب وكانت مخبأة ضمن مسافة قريبة من مراكز المدينة في المناطق المضطربة. وفي الوقت نفسه، قال وزير الدفاع الإسرائيلي إيهود باراك للكنيست أنه حكم على بقاء الأسد المتبقي في السلطة يمكن قياسه في غضون أسابيع.
قالت اللجنة العامة للثورة السورية المعارضة إن أربعة من قوات الأمن قتلوا في سوريا في الساعة التاسعة صباحا بالتوقيت المحلي. وقالت وكالة الانباء العربية السورية (سانا) ان أحد العاملين في المدرسة قتل على يد مسلحين كانوا يحتجزون رهينة، كما توفي صحافي متأثرا بجروح اصيب بها في اطلاق نار في حي داريا في ريف دمشق قبل أيام.
قال المرصد السوري المعارض لحقوق الإنسان في شمال محافظة سوريا، بالقرب من الحدود مع تركيا، إنه على الرغم من الوقف الاختياري المفروض على العمليات الهجومية ضد النظام خلال بعثة الجامعة العربية، فإن مقاتلي الجيش السوري الحر واستولت على حاجزين عسكريين واستولت على عشرات من الجنود السجناء، واشتبكت مع قوات الأمن في المركز الثالث، مما أسفر عن مقتل عدد غير محدد من جنود سا أو جرحهم. ولم يتسن تأكيد المطالبة على الفور بسبب القيود الصارمة المفروضة على وسائل الإعلام الأجنبية في سوريا.

### 3 يناير
ووفقا لما ذكره المركز، قتل ما لا يقل عن 18 شخصا في جاسم خلال اشتباكات بين جنود القوات المسلحة السودانية بعد أن أطلقت القوات الموالية النار على الرفاق الذين كانوا يحاولون العيب. اجتاحت قوات الأمن المنطقة، واحتجزت أكثر من 100، بعد القتال. وقال شهود عيان ان عدة اشخاص قتلوا اثر قيام قوات الأمن باطلاق الرصاص الحي على المتظاهرين الذين كانوا يحتشدون في حماة.
وفقا ل سانا، قتل شرطي بالرصاص خارج مستشفى حمص الوطني وقتل شرطي آخر في سوق الخضرة في إدلب. وادعت الحكومة السورية أن «الإرهابيين» دمروا خط أنابيب الغاز بالقرب من الرستن، مما عطل إمدادات الكهرباء إلى أجزاء من البلاد.
وقال العقيد رياض الأسعد قائد الجيش السوري الحر إن الجيش السوري الحر قد يرفع «تصعيدا كبيرا لعملياتنا» في الأيام المقبلة. ومع ذلك، بعض المحللين يلقيون الطعن على الادعاء، مما يشير إلى أن أسعد قد يكون أكثر شخصية من زعيم عملي.
واتهم الرئيس الفرنسي نيكولا ساركوزي الأسد بارتكاب «مجازر» في سوريا. وكرر انتقاده وزير الخارجية الفرنسي آلان جوبيه الذي دعا الحكومة السورية إلى السماح لمراقبي الجامعة العربية بالوصول غير المقيد. وفي القاهرة، دعت جامعة الدول العربية إلى عقد اجتماع طارئ في 7 كانون الثاني / يناير لاستعراض عمل بعثة المراقبين ومناقشة مستقبلها.

### 4 يناير
وقد انشق مسؤول في وزارة الدفاع السورية محمود سليمان الحاج حمد إلى المعارضة، وفقا لما ذكرته صحيفة الغارديان وغيرها من وسائل الأنباء الرئيسية. كان حمد هو رئيس مفتش وزارة الدفاع السورية. كما عقد مؤتمرا صحفيا يوم الأربعاء في القاهرة ليعلن انشقاقه. وفي مقابلة مع قناة الجزيرة، نفى حمد، الذي كان مفتشا في المركز النقدي لوزارة الداخلية، ادعاءات الحكومة بأن العنف المستمر كان سببه «إرهابيون» بمساعدة من الخارج.
واضاف "كنا نحلل ونرى ان انفسنا ان قصة النظام عن عصابات مسلحة تخرج وتقتل المتظاهرين كلها اكاذيب"، مؤكدا انه لا توجد عصابات مسلحة، انهم جميعا محتجون غير مسلحين ".
وقال حمد إن الحكومة أنفقت حوالي 40 مليون دولار على الميليشيات الموالية لسحق المظاهرات منذ مارس، حيث قامت قوات الأمن، التي تدعمها أحيانا الدبابات، بحصار الاحتجاجات في جميع أنحاء البلاد.
«أثناء التدقيق، وجدت ملياري ليرة سورية [40 مليون دولار] دفعت إلى البلطجية المدفوعة للنظام، وشهدت زيادة في إنفاق وزارتي الاستخبارات والدفاع لغرض دفع البلطجية. رأيناهم يستعدون ويتجهون في سياراتهم المدرعة والحافلات نحو المتظاهرين الشباب وقتلهم. لقد حدث ذلك منذ بداية الاحتجاجات».
كما قال حمد ان معظم المسؤولين الحكوميين والموظفين الحكوميين يريدون الخلل ولكنهم يخافون من العواقب.
واضاف ان «مسؤولين حكوميين سوريين يعيشون في نوع من السجون (...) لا يستطيع أحد الذهاب إلى أي مكان دون ان يرافقه عضو في اجهزة الأمن».
واوضح حمد انه شاهد دليلا على ان إيران والعراق يدعمان حملة الحكومة السورية. كما أشاد حمد بالجيش السوري الحر.
وفي الوقت نفسه، أبلغت اللجنة عن مقتل خمسة أشخاص على الأقل وإصابات عديدة وصفتها بأنها «خطيرة» نتيجة لإجراءات قوات الأمن. وأعلن المجلس الوطني السوري موقعا رسميا جديدا في syriancouncil.org.
ذكرت وكالة الانباء السورية (سانا) ان خط انابيب للغاز وجسر تم قصفه بالقرب من الرستن. كما أفادت التقارير أن جسر ميهاجا في ريف درعا أصيب بأضرار بسبب قنبلة استهدفت دورية للشرطة. وأفيد بأن الانفجار وإطلاق النار اللذان أعقبهما قتل شرطي واحد وجرح خمسة آخرين. وفي الوقت نفسه، قتل أحد عمال حزب البعث أثناء قيادته سيارته في ريف حماة، وفقا لما ذكرته وكالة سانا.

### 5 يناير
انتقد رئيس الوزراء القطري حمد بن جاسم آل ثاني مهمة الجامعة العربية في سوريا، قائلا بعد لقاء مع الأمين العام للأمم المتحدة بان كي مون في مدينة نيويورك «قلت إننا يجب أن نقيم أنواع الأخطاء التي ارتكبها ودون ظلا من الشك أرى أخطاء، على الرغم من أننا ذهبنا إلى مراقبة، وليس لوقف العنف». وقال انه اقترح على بان بامكان الامم المتحدة القيام بدور في تدريب أعضاء الجامعة العربية على كيفية مراقبة حالات حقوق الإنسان في المستقبل. وعلى الرغم من تصريحات الشيخ حمد، ذكرت رويترز نقلا عن مصادر داخل الحكومات العربية أن الجامعة العربية من المرجح أن تقرر في نهاية الأسبوع للحفاظ على المراقبين في سوريا. وفي الوقت نفسه، اقترح رئيس المجلس الوطني السوري برهان غليون التدخل العسكري في سوريا لن يحتاج إلى قيادة الناتو ويمكن القيام به على نطاق محدود أكثر مما كان عليه في الحرب الأهلية الليبية. واتخذ النائب الإيراني النافذ علاء الدين بوروجيردي هذا التصريح المعاكس متهما تركيا بتهديد «الاستقرار» في المنطقة من خلال انتقاد الحكومة السورية وتأوي الجيش الحر والمعارضين السياسيين الآخرين. ودعا بروجيردي أنقرة لتعديل موقفها ليتماشى مع نهج طهران في رفض كل الانتقادات الدولية لمعالجة دمشق للانتفاضة.
في سوريا نفسها، أفادت الحكومة أنها أفرجت عن 552 محتجزا «لم تلطخ أيديهم بالدم». وأفادت وسائل الإعلام الكردية مقتل شاب كردي في حرستا وثلاثة جرحى من الأكراد في قاميشلو، وكلهم يزعم أنهم على أيدي القناصة الموالين. لا يمكن تأكيد الحسابات بشكل مستقل.
وأفادت وكالة «سانا» أن شرطيا واثنين من المارة قتلوا في إطلاق نار في حمص بينما أصيب شرطيان آخران بجروح في انفجار عبوة ناسفة في بلدة الطرنبه بمحافظة إدلب. وقيل إن اثنين من المتمردين قتلوا عندما انفجرت قنبلة قبل الأوان في المنطقة الصناعية لمدينة إدلب. وفي الوقت نفسه، قتل رئيس بلدية صنعاء والتضامن وبساتين صالح بالرصاص خارج منزله في مدينة جبلة، وفقا لما ذكرته وكالة سانا.

### 6 يناير
وأفاد التلفزيون السوري الرسمي أن عشرات الأشخاص قتلوا في تفجير انتحاري في حي الميدان بدمشق (انظر تفجيرات الميدان في يناير / كانون الثاني 2012). وقد زعم أن الهجوم استهدف حافلة تابعة للشرطة ()، مما أسفر عن مقتل 25 شخصا وإصابة 46 آخرين (). ووصفت الحكومة السورية على الفور الهجوم بأنه «استمرار للأعمال الإرهابية التي تستهدف المدنيين الأبرياء»، وقالت إنها «تعكس العقلية الإجرامية للمرتكبين وعادتهم تجاه التراث الأخلاقي والقيم الوطنية»، في حين أصدر العقيد أسعد ومجلس الشورى الوطني تصريحات تتهم الحكومة بمهاجمة الهجوم لتهديد صورة المعارضة وردع الاحتجاج المخطط في المنطقة، وهو أحد محاور الانتفاضة. في وقت لاحق من اليوم، ذكرت سانا أن انفجارا تسبب فيه «إرهابيون» قطع خط أنابيب النفط بين محافظتي حماة وإدلب.
وفي الوقت نفسه، وفقا ل «العربية»، انسحب فريق من مراقبي جامعة الدول العربية من ضاحية أربين في دمشق بعد أن أطلقت القوات الموالية عليهم النار عندما كانوا يجولون في الشوارع. وأفادت شبكة سى ان ان أن الحادث وقع عندما حاصر المتظاهرون المراقبين، وهتفوا شعارات ضد الحكومة، وفتحت قوات الأمن النار عليهم، مما يعرض المراقبين للخطر.
وادعى أحد أعضاء المعارضة السورية أنه تعلم من قوات الأمن المجهولة في حلب أن الحكومة السورية تخطط لقصف مدبر في حلب.
وفي مظاهرات يوم الجمعة، قال ناشطون إن 35 شخصا على الأقل قتلوا في جميع أنحاء سوريا، بما في ذلك في حي كفر سوسه بدمشق، بحسب شاهد قال إنه رأى قوات الأمن تفتح النار على المتظاهرين العزل. كما وقعت احتجاجات كبرى في حلب وإدلب والقامشلي ودير الزور وحمص وأماكن أخرى في دمشق، من بين أجزاء أخرى من سوريا. وأصيب ثلاثة جنود كانوا يحاولون العيب بالرصاص في الرستن، وفقا ل لس.
وذكرت وكالة سانا ان رجالا يرتدون الزي العسكري شنوا هجوما بالاسلحة النارية على مركز شرطة صور بريف درعا مما اسفر عن مقتل شرطيين واصابة ستة اخرين بجروح. وأفادت أيضا بأن عقيدا وملاحقا قتلوا بالرصاص أثناء توجههم عبر حمص، وأن شرطي قتل بالرصاص في مدينة إدلب، وأن عمدة بلدية الأمقية في محافظة حماة اغتيل.
الجنرال مصطفى أحمد الشيك من سا انشق للانضمام إلى الجيش الحر في 6 يناير. وهو أعلى منشق حتى الآن

### 7 يناير
وانشق العقيد عفيف محمود سليما من قسم الخدمات اللوجستية بالقوات الجوية السورية مع ما لا يقل عن 50 من رجاله، يأمر رجاله بحماية المتظاهرين في مدينة حماة. «نحن من الجيش وانشقنا لأن الحكومة تقتل متظاهرين مدنيين، الجيش السوري هاجم حماة بالأسلحة الثقيلة والغارات الجوية والنيران الثقيلة من الدبابات ... نطلب من مراقبي الجامعة العربية أن يأتيوا إلى مناطق الزيارة المتضررة من الهواء غارات وهجمات حتى تتمكن من رؤية الضرر بأم عينيك، ونطلب منك أن ترسل شخص للكشف عن المقابر الثلاثة في حماة مليئة أكثر من 460 الجثث»، وقال العقيد سليما في بيان.
وفي دمشق، تجمع الآلاف من المتظاهرين المؤيدين للحكومة في أحد المساجد لجنازة 11 شرطيا قالت الحكومة إنها توفيت في تفجير اليوم السابق. واتهم ناشطون معارضون الحكومة بتصوير تلفزيوني مزيف من جراء التفجير، مشيرة إلى ثلاث مقاطع قالوا أنها «بطريق الخطأ» بثها التلفزيون الحكومي السوري. يظهر المرء ما يبدو أنه رجل مصاب على الأرض يقف قبل نهاية المقطع مباشرة. يظهر آخر رجل مع ميكروفون (يزعم أنه مراسل للتلفزيون الحكومي السوري) وضع «أكياس من الخضروات» في الشارع لإعطاء الانطباع بأن بعض الضحايا كانوا مدنيين يتسوقون في السوق القريبة. يظهر الفيديو الثالث شخصا يضع دروع الشرطة في إحدى الشاحنات المدمرة.

### 8 يناير
وقتل أكثر من 12 شخصا، من بينهم 11 جنديا، في اشتباكات بين متمردين ومسلحين في منطقة بصر الحرير، جنوب محافظة درعا، وفقا لصحيفة «سوهر». وأبلغت اللجنة عن قصف وإطلاق نار في دير الزور.
وأفادت سانا أن متمردين أطلقوا النار على سيارة تابعة للشرطة في حي الخالدية في حمص، مما أدى إلى إصابة 11 شرطيا. وأفادت أيضا أن أربعة آخرين من رجال الشرطة أصيبوا بنيران إطلاق النار بالقرب من المستشفى الوطني وأن مسلحين أطلقوا النار على سيارة تابعة لمؤسسة الإسكان العسكري في حي أشير، مما أدى إلى إصابة السائق.
وأوقف مسلحون ضابط شرطة كبير أثناء توجهه إلى طريق حرستا - دوما. وقد قتل بالرصاص ولكن سمح لركابه بمغادرة سالمين، حسبما ذكرت وكالة سانا.
وفي القاهرة، اجتمع وزراء الخارجية العرب في جامعة الدول العربية لمناقشة بعثة المراقبة في سوريا، واستمعوا إلى التقرير الرسمي الأول من الفريق محمد أحمد مصطفى الدابي، زعيمها. وقررت جامعة الدول العربية تمديد مهمتها بعد أن استمعت إلى أول مجموعة من مراقبيها. ودعوا إلى وضع حد للعنف من جانب كل من الحكومة السورية والمعارضة.

### 9 يناير
وقال ناشطون معارضون ان 21 شخصا على الاقل قتلوا في اشتباكات في جميع انحاء سوريا. وقال سهر إن معظم الوفيات كانت في مدينة حمص وإدلب.

### 10 يناير
وقال ناشطون معارضون إن قوات الأمن قتلت 31 متظاهرا على الأقل، معظمهم في مدينتي دير الزور وحمص.
وأفادت سانا أن متمردين أطلقوا النار على سيارة تقل جنود سوريين في ريف دمشق. وقال إن ثلاثة جنود (من بينهم عقيد) قتلوا وأصيب ثلاثة آخرون.
وجه الرئيس السوري بشار الاسد كلمة امام حشد من الطلاب في جامعة دمشق. وقال إنه سيبقى في السلطة لأنه يشعر أنه يحظى بدعم الشعب السوري. وادعى أن النصر كان قريبا إذا كان السوريون «شجاعة». ووجه اللوم إلى ما وصفه ب «المؤامرات الاجنبية» للاضطرابات في سوريا وقال ان استعادة النظام لا يمكن ان تتم الا عن طريق محاربة «ارهابيين» بقبضة حديدية. ونفى انه اصدر اوامر لاطلاق النار على المتظاهرين. كما أعلن أنه يخطط لإجراء استفتاء في مارس / آذار لإجراء تغييرات دستورية.

### 11 يناير
Violence
وأفاد نشطاء المعارضة أن 28 شخصا قتلوا في جميع أنحاء سوريا على يد قوات الأمن، 13 منهم في حمص.
وقد لقى مراسل فرنسى لقناة فرانس 2 الاخبارية مصرعه بقذيفة هاون أو صاروخ اثناء قيامه برحلة حكومية نظمت لحشد مؤيد للحكومة. وقد لقى الصحفي مصرعه عندما ذهب للتحقق من انفجار بالقرب من المستشفى المحلى ولم يصب سوى بقذيفة هاون أخرى أو صاروخ عند وصوله إلى هناك. كما قتل ثمانية مدنيين في الهجوم.
ذكرت وكالة الانباء السورية (سانا) ان حافلة عسكرية اصيبت بقنبلة على جانب الطريق ثم اطلقت النار عليها في يعفور بريف دمشق. وقال إن أربعة جنود قتلوا وأصيب ثمانية آخرون.
أحداث أخرى
واعتبر مراقب سابق للجامعة العربية في سوريا ان مهمة المراقبة التي تقوم بها المنظمة «مهزلة». وقال أنور مالك، وهو مراقب جزائري في جامعة الدول العربية كان جزءا من فريق المراقبة، ل «الجزيرة» انه استقال بسبب ما رأى، وقال ان البعثة تتناقص. وقال «لقد رأيت كارثة انسانية، وان النظام لا يرتكب جريمة حرب فحسب بل سلسلة من الجرائم ضد شعبه». «القناصة في كل مكان يطلقون النار على المدنيين، ويجري اختطاف الناس، وتعرض السجناء للتعذيب ولم يطلق سراحهم». وقال إن قوات الأمن لم تسحب دباباتها من الشوارع، بل أخفيتها ثم أعادت نشرها بعد مغادرة المراقبين. كما قال مالك: «لم يلب النظام أي من مطالبنا، بل كانوا يحاولون خداعنا وتوجيهنا بعيدا عما كان يحدث حقا، نحو أشياء غير هامة». وقال إن أولئك الذين كان من المفترض أن يطلق سراحهم وعرضت على شاشة التلفزيون، كانوا في الواقع الناس الذين تم انتزاع عشوائيا قبالة الشارع. «احتجزوا لمدة أربعة أو خمسة أيام في ظروف صعبة وأطلق سراحهم فيما بعد كما لو كانوا سجناء حقيقيين». وقال مالك أيضا إنه رأى قناصة فوق المباني: «كان هناك حتى أحد ضباط الجيش أمام المبنى، في حين كان القناصة على السطح، وبعضهم على فريقنا فضل الحفاظ على علاقات جيدة مع النظام ونفى أن كان هناك قناصة». وقال إن حكومة الأسد «اكتسبت الكثير من الوقت الذي ساعدها على تنفيذ خطتها، ولذلك قررت الانسحاب من هذه المهمة». ونأى رئيس بعثة المراقبين في جامعة الدول العربية، الجنرال السوداني محمد الدابي، عن مزاعم مالك قائلا إن مالك لم يغادر غرفته بسبب المرض. وقد نفى مالك ذلك لاحقا، الذي قال إنه يظهر على العديد من أشرطة الفيديو التي التقطها الناشطون، فضلا عن التغطية التلفزيونية السورية الرسمية التي أظهرت له المشي في شوارع حمص. كما اتهم دابي بتجاهل طلباته للتحدث معه عن أسباب استقالته.
وقال وكيل الأمين العام للأمم المتحدة، لين باسكو، إنه منذ بدء بعثة الجامعة العربية، قتل ما يقدر ب 400 شخص، بمعدل 40 شخصا في اليوم، وهو معدل أعلى بكثير مما كان عليه قبل بدء البعثة.
وقال مسؤولون إسرائيليون إن سقوط الأسد قد يضطر العلويون إلى الفرار إلى مرتفعات الجولان التي تحتلها إسرائيل.
وتظاهر عشرات الآلاف في دعم للحكومة في ساحة الأمياد، واستقبلهم الرئيس الأسد، الذي ألقى خطابا قصيرا يقول إن مؤيديه سيهزمون ما أسماه «مؤامرة ضد سوريا».
وقال رئيس أساقفة حلب جان كليمنت جانبارت إنه قلق جدا من أن يعاني المسيحيون بقدر ما فعلوا في العراق إذا سقط النظام. وقال إنه يحبذ إعطاء الأسد فرصة وادعى أن معظم المسيحيين في سوريا يدعمون الأسد.

### 12 يناير
وقال ناشطون معارضون إن قوات الأمن قتلت 18 شخصا، معظمهم في حمص وإدلب.
وأفادت سانا أن ثمانية من رجال الشرطة قتلوا في هجوم على حافلاتهم بالقرب من مفترق جبالة، على بعد 5 كم شمال خان شيخون.
وذكرت الجزيرة انشقاق الشيخ عبد الجليل السعيد، مدير العلاقات العامة للرجل الكبير أحمد حسون. ونفى حسون أن السعيد كان يعمل من قبل الدولة، وأكد أنه لا يوجد مثل هذا الموقف.

### 13 يناير
ووقعت احتجاجات يوم الجمعة، حيث احتج عشرات الآلاف في حمص وحماة وإدلب وحلب وريف دمشق. وهتف المتظاهرون لدعم الجيش السوري الحر، حيث أعلن المجلس الوطني السوري أنه سيبدأ بالتنسيق مع الجيش السوري الحر. وقال ناشطون معارضون إن قوات الأمن قتلت ما لا يقل عن 13 شخصا خلال المظاهرات، من بينهم ثلاثة أطفال. وأفادوا أيضا بأن الجيش السوري دخل أطراف بلدة الزبداني، التي تبعد 30 كم خارج دمشق، وقطع اتصالاتها. وزعم أن الدبابات كانت تقصف الزبداني وبلدة مضايا المجاورة، ولكن القوات الحكومية كانت تجتمع مقاومة من الجيش السوري الحر.
وأفادت سانا أن ثلاثة من جنود الجيش السوري قتلوا وأصيب ثلاثة آخرون في هجوم مسلح على «مركز خدمة مورس» في المراح، ريف دمشق. وأفادت أيضا مقتل شرطيين بالرصاص وإصابة 12 آخرين في حي وادي الساعح في حمص، بينما قتل جندي بالرصاص في هجوم مسلح على مكتب تجنيد للجيش السوري في المدينة.

### 14 يناير
وقال ناشطون معارضون إن خمسة من المدنيين قتلوا على يد قوات الأمن في جميع أنحاء البلاد ظهرا.
وأفادت وكالة الأنباء السورية (سانا) أن قنبلة زرعت على خط السكة الحديد بين محاميل ومحمد بشمارون في إدلب خرجت عن مسار قطار استهدف 20 ناقلة محملة ب 1000 طن من الوقود. واشتعلت النيران في بعض الناقلات واصيب ثلاثة من عمال القطار. وأفادت أيضا أن المخربين دمروا صراعا للكهرباء ذات الجهد العالي في صحراء دير الزور.
واقترحت حكومة قطر أن ترسل دول جامعة الدول العربية قوات لإنهاء الهجوم على المدنيين من قبل القوات الحكومية السورية. وقال مسؤول في المجلس الوطني السوري إن العميد مصطفى أحمد الشيخ، نائب قائد الجيش الشمالي السوري، انشق إلى تركيا قبل أسبوعين.

### 15 يناير
قتلت قوات الأمن السورية 27 شخصا اليوم الأحد في جميع انحاء البلاد، معظمهم في مدينة حمص ومقاطعة ادلب بشمال غربى البلاد، وفقا لما ذكرته اللجنة. من جهة أخرى، سار 10 الاف شخص في بلدة الزبداني في محافظة دمشق حيث تم نشر فريق مراقبين عرب مطالبين بتغيير النظام. وتظاهر عدة آلاف في بلدة معرة النعمان في إدلب، داعين إلى تغيير النظام ومحاكمة بشار الأسد عندما التقوا بفريق المراقبين هناك.
وذكرت وكالة الانباء السورية (سانا) ان حافلة تقل عمال من مصنع ادلب للنسيج اصيبت بقنبلة على جانب الطريق بين اريحا والمسطومة. وقال إن ستة قتلوا وأصيب 16 آخرون. وأفادت المنظمة السورية لحقوق الإنسان أن خمسة قتلوا في الانفجار الذي وقع على جانب الطريق بالقرب من أريحا، في حين قالت اللجنة أن عشرة أشخاص قتلوا «عندما استهدفت القوات الموالية للنظام حافلاتهم». وأفادت سانا أيضا بأنه تم نزع فتيل قنبلة 20 كجم في سيارة إسعاف تابعة لمستشفى حمص الوطني، وأن أربعة أشخاص أصيبوا بقذائف الهاون في حي إكريما.
بعد مظاهرة طلابية في جامعة حلب، داهم ضباط الأمن في الحرم الجامعي، ذكرت صحيفة ديلي تلغراف.

### 16 يناير
وقيل إن 12 شخصا في جميع أنحاء البلاد قتلوا على يد قوات الأمن السورية في 16 يناير / كانون الثاني.
وذكرت وكالة الانباء السورية (سانا) ان خمسة جنود اميركيين قتلوا واصيب سبعة اخرون بجروح في هجوم صاروخي على حاجز قرب صحنايا في ريف دمشق. كما قالت إن جنديا قتل بالرصاص في غوطة، في حين قتل شرطي ومهندس للسكك الحديدية بالرصاص في حمص.
ويبدو أن النظام يعاني من انشقاق عسكري آخر رفيع المستوى، مع نشر فيديو هواة على الإنترنت يظهر رجلا يرتدون زي جندي للجيش يعرض بطاقة هويته ويعلن دعمه للحركة الثورية في تجمع مسدود مع ما قبل البعثيين أعلام في محافظة حمص. وأجرى برلماني من حمص، عماد غليون، مقابلة مع العربية أثناء زيارته القاهرة، معلنا أنه كان ينشق أيضا عن النظام. ووصف حمص بأنها «منكوبة»، وقال: «الشعب السوري يعيش أسوأ فترة».

### 17 يناير
ووفقا للجنة التنسيق، قتل ما لا يقل عن 30 شخصا على أيدي قوات الأمن؛ 18 منهم في حمص. وقال إن القتلى من بينهم طفلان وأربعة من المنشقين من سا.
وذكرت وكالة الانباء السورية (سانا) و (لس) ان أربعة اشخاص قتلوا واصيب سبعة اخرون بجروح عندما اصابت قنبلة على جانب الطريق حافلة صغيرة على طريق ادلب - سراقب. ووجهت سانا اللوم إلى «الإرهابيين» في حين ألقت اللواء باللوم على القوات الحكومية. كما أفادت وكالة سانا أن اثنين من رجال الشرطة قتلا بالرصاص خارج سجن إدلب المركزي، وتم العثور على جثث ثلاثة جنود ومقاول مدني بعيار ناري في مقبرة في أريحا.
وفي الزبدانى حيث كان الهجوم العسكرى جاريا في نهاية الاسبوع الماضى، ذكر ان المتمردين المناهضين للحكومة وقوات الجيش توصلوا إلى اتفاق للانسحاب المتبادل للمقاتلين المسلحين من شوارع المدينة. كما ادى وقف اطلاق النار إلى وقف قصف الدبابة على الزبدانى، حسبما ذكر زعيم المعارضة. وقال إن انسحاب قوات النظام من المدينة كان من المقرر أن يبدأ في 18 يناير.

### 18 يناير
وقال أنور مالك، وهو مراقب جزائري سابق في بعثة مراقبة الجامعة العربية، في مقابلة مع بيته في باريس ان المسؤولين السوريين حاولوا ترهيبه ومراقبين آخرين. ودعا إلى تقديم مساعدة عسكرية للمتمردين من قبل الولايات المتحدة وبلدان أخرى باعتبارها الطريقة الوحيدة لحل الصراع. وقال متحدث باسم الاتحاد الأوروبي إن الهيئة فوق الوطنية تزن عقوبات جديدة ضد الحكومة السورية. وأفادت وكالة رويترز أن السياسي اللبناني الدروزي وليد جنبلاط أعرب عن قلقه خلال مقابلة أجريت في بيروت بشأن حرب أهلية واسعة النطاق في سوريا المجاورة. من جانب الأسد، قال جنبلاط إنه لم يستمع إلى مشورة من حلفاء سابقين مثل رئيس الوزراء التركي رجب طيب أردوغان، مضيفا «حتى الآن رفض أن يستمع إلى المطالب المشروعة للشعب السوري لسوريا جديدة». ]
قالت اللجنة ان 21 شخصا قتلوا على يد قوات الأمن خلال النهار بينهم 13 في حمص. وفي الوقت نفسه، ادعت سانا أن 15 جنديا وشرطي، من بينهم عقيد في الجيش، قتلوا في القتال «الأخير».

### 19 يناير
وقال السكان ان الجيش انسحب من الزبدانى إلى مواقع تبعد 8 كم، مؤكدا انهاء صفقة توسطت بين الجيش وممثلي المعارضة. وقال مسؤول في القاهرة إن المراقبين سيبقون في سوريا حتى 22 يناير / كانون الثاني على الأقل، عندما يجتمع وزراء جامعة الدول العربية لتحديد ما إذا كان سيتم تمديد مدة البعثة أم لا. وذكرت صحيفة وول ستريت جورنال ان مسئولى وزارة الخزانة الأمريكية قالوا ان لديهم دليل على ان إيران تحاول تفادى فرض حظر دولى على تصدير النفط إلى سوريا. وقد أصر مسؤول إيراني لم يذكر اسمه في المقال على أن طهران ليست ملزمة بالامتثال للحظر أو أي عقوبات ضد سوريا. وقال مسؤولون معارضون كرديون إن نشطاء مناهضين للحكومة ومنشقين سياسيين كانوا ينوون التوحد وتقديم رؤيتهم لسوريا ما بعد الأسد إلى أعضاء المعارضة العربية، مشيرا إلى عدم الثقة بأن العرب سيسمحون بالحكم الذاتي الكردي في شمال شرق سوريا إذا سقطت الحكومة. وأبلغت المصادر أن 25 شخصا قتلوا في سوريا على مدار اليوم.

### 20 يناير
ووقعت احتجاجات أسبوعية أسبوعية، حيث وقعت أكبر احتجاجات في إدلب وحلب ودمشق وحمص. ووقعت احتجاجات أخرى في درعا ودير الزور والزبداني وحماة واللاذقية. منعت قوات الأمن المصلين من حضور المسجد العمري في بلدة درعا الجنوبية. وقال المرصد السوري لحقوق الإنسان انه تم اغتيال ضابط امني في درعا. وقال ناشطون إن 12 شخصا على الأقل قتلوا يوم الجمعة، بينهم سبعة في إدلب.
وذكرت صحيفة «لو فيغارو» الفرنسية ان أعضاء الجيش الحر قتلوا الصحافي الفرنسي جيل جاكير عن طريق اطلاق قذيفة هاون على حي حمص الذي يسيطر عليه الجيش السوري، مستشهدا بمقابلات مع زعماء المتمردين. ونفى الجيش السوري الحر مسؤوليته.
ذكرت وكالة انباء الشرق الأوسط المصرية اليوم الجمعة ان الامين العام للازهر في القاهرة احمد الطيب طالب «الحكام العرب باتخاذ الاجراءات اللازمة لوقف سفك الدماء في سوريا». وقال مسؤول كبير في حلف شمال الاطلسي اليوم الخميس ان التحالف لم يكن يخطط أو حتى «التفكير» للتدخل في سوريا. كما توجه برهان غليون، زعيم المجلس الوطني السوري المعارض، إلى القاهرة للضغط على الوزراء العرب لإحالة نتائج بعثة المراقبين إلى مجلس الأمن التابع للأمم المتحدة لاتخاذ إجراءات صارمة.
وأفادت سانا أن ضابط الاعتقال الرئيسي في درعا قد قتل بعد اختطافه من قبل الجيش السوري الحر.
قتل ما لا يقل عن 19 شخصا بإطلاق النار من قوات الأمن السورية يوم الجمعة، وفقا لما ذكرته قناة العربية، نقلا عن ناشطين سوريين.

### 21 يناير
ووفقا للجان التنسيق المحلية، تم العثور على 60 جثث مجهولة الهوية في مشرحة مستشفى إدلب. وتفيد التقارير بأن الجثث تحمل علامات تعذيب. وقالت اللجنة ان قوات الأمن فتحت النار داخل المستشفى وخارجه حيث عثر الناشطون والمقيمون على الجثث. وتفيد التقارير بأن حملة اعتقال جماعية تجري في المنطقة (). بما في ذلك الجثث في إدلب، ورد أن عدد القتلى في ذلك اليوم بلغ 94 شخصا، من بينهم 14 سجينا في حافلة في إدلب، وأصيب شخصان برصاص قوات الأمن في دوما، وواحدة في دير الزور وثلاثة في حمص.
وذكرت وكالة الانباء السورية (سانا) ان عربات الشرطة تعرضت لهجوم بالمتفجرات. ويزعم أن إحدى المركبات كانت تنقل السجناء. وقال إن 14 شخصا قتلوا بينما أصيب 26 سجينا وأصيب ستة على الأقل من رجال الشرطة. وأفادت سانا أيضا بأن قوات الأمن اشتبكت مع مسلحين يحاولون دخول سوريا من لبنان بالقرب من قرية المشيرفة. وقيل إن ثلاثة مسلحين قتلوا.
وقال المرصد السوري لحقوق الإنسان الذي يتخذ من لندن مقرا له ان الجيش السوري الحر استولى بشكل مؤقت على جزء من بلدة دوما قرب دمشق. وأفاد ناشطون محليون بأن الجيش الحر قام ببناء الحواجز واحتل الشوارع، لكنه انسحب في نهاية المطاف إلى مخابئهم، «على الأرجح لأنه يمكن أن يقدم للنظام ذريعة لاقتحام المنطقة». ومع ذلك، رفضت لس أن الجيش الحر سيطرت على دوما.
أعلنت الولايات المتحدة أنها تستعد لإغلاق سفارتها في سوريا.

### 22 يناير
وعقدت الجامعة العربية اجتماعا أعلن فيه مندوب المملكة العربية السعودية أن المملكة ستسحب تمويلها وموظفيها من بعثة المراقبين، قائلة إنها فشلت. كما وضعت الجامعة خطة تدعو الأسد للتخلي عن السلطة لنائب الرئيس فاروق الشرع وتشكيل حكومة وحدة وطنية على غرار حكومة الجمهورية اليمنية، لتشمل قادة المعارضة وإنشاء لجنة تحقيق مستقلة في الانتفاضة والقمع ، على غرار لجنة البحرين المستقلة للتحقيق التي أنشئت للتحقيق في الانتفاضة في البحرين، فضلا عن إعادة تنظيم قوات الأمن بالمساعدة الدولية والاستعداد للانتخابات البرلمانية الحرة والنزيهة في غضون ثلاثة أشهر من تشكيلها. في الولايات المتحدة، قدم السناتور تشارلز شومر وكيرستن جيليبراند تشريعات جديدة في مجلس الشيوخ الأمريكي لزيادة الضغط على الحكومة السورية بفرض عقوبات أخرى. وقال وزير الخارجية القطري حمد بن جاسم آل ثاني إن الجامعة العربية تعتزم مطالبة مجلس الأمن الدولي بالموافقة على هذه المبادرة.
بعد جثة صبي لبناني يبلغ من العمر 14 عاما قتل في اليوم السابق من قبل قوات الأمن التي اقتحمت قارب صيد في مياه البحر الأبيض المتوسط المتنازع عليها بين بيروت ودمشق أعيدت إلى عائلته، قام المشيعون بإلقاء الحجارة على الجنود السوريين على طول الحدود الدولية، الأسد «عدو الله». ووفقا لتقارير إخبارية، فإن الجنود لم ينتقموا، والمشتتين في نهاية المطاف فرقت. وقال أحد أعمى الصبيين اللذين تم ضبطهما في الهجوم على القارب بعد الإفراج عنه أنه تم استجوابه وضربه في الحجز للاشتباه في أنه مهرب أسلحة.
وقال الصحفيان السويسريان اللذان كانا زميلين في جيل جاكير، المراسل الفرنسي الذي قتل في حمص قبل أيام، انهم اتهموا السلطات السورية بقتل جاكير. زعموا أن هناك مؤشرات على أن «كمين» قد يكون مخططا مسبقا.
وفي قرية تلفيتا الواقعة خارج دمشق، قتل ثلاثة من عناصر الجيش الشعبي، ومسلح واحد مناهض للحكومة ومدنيين اثنين في اشتباكات. ونقلت وكالة رويترز عن مصادر المعارضة في دوما قولها إن الجيش السوري الحر كان يسيطر على حوالي ثلثي الشوارع الرئيسية في المدينة، مع استمرار القتال المستمر.

### 23 يناير
وقال ناشطون إن ما لا يقل عن 22 مدنيا وخمسة من قوات الأمن ومنشق من جيش تحرير السودان قتلوا في 23 كانون الثاني / يناير. وقالت اللجنة ان قوات الأمن قتلت 23 شخصا من بينهم طفلان وجندي متمرد واثنان قتلا تحت التعذيب. وقال إن خمسة أشخاص قتلوا في درعا وستة في حمص وثمانية في إدلب واثنان في دمشق واثنان في حماة وواحد في محافظة الحسكة الشمالية الغربية وأخرى في دير الزور.
وذكرت وكالة الانباء السورية (سانا) ان 11 شخصا قتلوا واصيب ثلاثة اخرون بجروح اثر تعرض حافلة لهجوم ار بي جي واطلاق النار في حي اشيرا في حمص. وأدى هجوم على حافلتين صغيرتين أخريين في مستشفى حمص العسكري إلى مقتل موظف مدني. وأفادت سانا أيضا بأن جنديا وملازم أول قتلوا بالرصاص في تلفيتا، وقتل شرطيان وموظف مدني بالرصاص على طريق سوران - حماة، في حين قتل شرطي بقنبلة في عتمان.
ورفض رئيس مراقبي الجامعة العربية الجنرال دابي الانتقادات التي وجهت إلى فريقه وقال ان البعثة خفضت سفك الدماء في سوريا. وقال أيضا إن الجيش السوري الحر هاجم قوات الأمن في بعض المناطق، مما دفعهم إلى إعادة إطلاق النار.
رفضت سوريا قرار جامعة الدول العربية في اليوم السابق الذي يدعو الحكومة السورية إلى الإقلاع عن العنف وإقامة حكومة وحدة وطنية، ووصفها بأنها «مؤامرة أجنبية» تهدد سيادة سوريا.

### 24 يناير
وأفادت لجان التنسيق المحلية أن عدد القتلى السوريين في 24 يناير / كانون الثاني ارتفع إلى 52، 39 منها في حمص، بما في ذلك 18 قتيلا جراء قصف مدفعي الجيش السوري على مبنيين في حي باب تدمر. كما قتل 5 في حماه، و 3 في درعا، و 2 في إدلب، وواحد في كل من دمشق ودوما وريف دمشق والرقة.

### 25 يناير
ذكرت لجان التنسيق المحلية في سوريا أن عدد القتلى في 25 كانون الثاني / يناير قد ارتفع إلى 24 شخصا، من بينهم 6 جنود من الجيش السوري الحر وطفلين وامرأتان. وبالإضافة إلى ذلك، قتل 5 في ريف دمشق، و 4 في كل من حمص وحماة، و 3 في إدلب، و 1 في حلب، و 1 في درعا. وقتل الأمين العام للهلال الأحمر السوري، وهو خدمة طبية غير ربحية، في إدلب. وعلق الهلال الأحمر على أنه لم يكن أول مرة تعرضوا فيها للهجوم، وأن قوات الأمن أطلقت النار عليهم من قبل.

### 26 يناير
وافادت الانباء ان رئيس الجامعة العربية قال ان خطة السلام التي تهدف إلى انهاء الازمة السياسية في سوريا سوف تقدم إلى مجلس الأمن الدولى في اوائل الاسبوع القادم. وقال نبيل العربى الامين العام للجامعة العربية للصحفيين في القاهرة ان الاجتماع مع مسئولى الامم المتحدة سيعقد يوم الاثنين في مدينة نيويورك.
وقال التلفزيون السوري الرسمي ان عشرات الالاف من مؤيدي الاسد ابدوا تأييدهم في تجمع نظم في دمشق. وتحدثت مسيرات أخرى مختلفة من الأسد عبر سوريا.
وقتل ما لا يقل عن 34 مدنيا، بينهم عشرة أطفال، على يد قوات الأمن في سوريا، وفقا للمرصد السوري لحقوق الإنسان. وبالإضافة إلى ذلك، قتل سبعة أو ثمانية من الفارين من الجيش يوم الخميس في اشتباكات بينهم عقيد في حمص حيث شنت القوات الحكومية هجوما ليلة الخميس في منطقة كرم الزيتون مما اسفر عن مصرع 26 مدنيا من بينهم تسعة أطفال واصابة العشرات بجروح .
وفي مدينة حماة حيث شن الجيش السوري هجوما كبيرا امس الثلاثاء قتل أربعة مدنيين بينهم امرأة تبلغ من العمر 58 عاما قتلها قناصة على ما افاد المصدر. قتل واحد في محافظة إدلب، واثنين آخرين في ضواحي دمشق. وفي محافظة درعا، قتل مراهق وأصيب ثلاثة آخرون.
وبحلول المساء، أفادت لجان التنسيق المحلية في سوريا أن عدد القتلى من المدنيين في 26 يناير / كانون الثاني بلغ 42 شخصا. وبالإضافة إلى 42 قتيلا، أفادت لجنة التنسيق أن 23 جثة تم العثور عليها لاحقا في قسم باب قبلي في حماة. كانت الجثث مقيدة اليدين وأظهرت علامات تعذيب.
كان مركز دوما، على مشارف دمشق، تحت سيطرة الجيش السوري الحر خلال الليل، مع وجود نقاط تفتيش على أطراف المدينة، وأفادت تقارير عن إطلاق نار وانفجارات في بعض المناطق.

### 27 يناير
وقال ناشطون معارضون ان 102 شخصا قتلوا بالرصاص على يد قوات الأمن السورية في جميع انحاء سوريا. ومن بين الضحايا المتظاهرين والجنود المنشقون. وقد بلغ عدد القتلى ال 102 الجثث ال 23 التي عثر عليها بين عشية وضحاها في حمص.
ووقعت احتجاجات مناهضة للحكومة في حلب وإدلب واللاذقية ودرعا وريف دمشق. كما شهدت مدينتا حماة وحماس احتجاجات جماهيرية، لكنهما كانا محاصرين في المقام الأول من قبل الجيش السوري. ومنذ 23 كانون الثاني / يناير، تعرضت كل من حماة وحمص لحصار مكثف واحتلال من قبل الجيش السوري، الذي يرغب في استعادة الأحياء في حماه وحمص التي يسيطر عليها مؤخرا الجيش السوري الحر. وخلال الأسبوع الماضي، أدت الاشتباكات الكثيفة بين الجيش السوري الحر وقوات الحكومة إلى استيلاء الجيش السوري الحر على نسب كبيرة من حمص وحماة وضواحي دمشق مما أدى إلى هجمات انتقامية من قبل الجيش السوري أدت إلى سقوط عشرات المدنيين. وكانت غالبية ضحايا الجمعة في حمص.
وأعلن الجيش الحر أن المجموعة استولت على حوالي 7 رجال إيرانيين، 5 منهم يزعم أنهم أعضاء في الحرس الثوري يشاركون في حملة قمع حكومية (اثنان آخران من المدنيين). تم نشر شريط فيديو يعرض الرجال وبطاقات الهوية العسكرية الإيرانية المزعومة، وكان من الضبابية جدا قراءة البطاقات، ويظهر رجل واحد يدعى حيدر علي، وينادي علي خامنئي بسحب جميع الإيرانيين عسكريين من سوريا. وأعلن الجيش الحر عن عزمه على احتجاز الرجال رهائن إلى أن يتم إيقاف العمليات العسكرية ضد حمص، وأطلق سراح عضو الجيش الحر المقدم حسين هرموش. نفت إيران أنهم جنودا، وبدلا من ذلك قالوا إنهم المهندسين الذين اختطفوا في الأسابيع السابقة.
ويقدر حمود أن الجيش الحر تمكن من السيطرة على حوالي 90٪ من مدينة إدلب الشمالية وما يزيد قليلا عن نصف حمص.

### 28 يناير
وأفادت لجان التنسيق المحلية في سوريا أن عدد القتلى في 28 كانون الثاني / يناير ارتفع إلى 50 قتيلا، بينهم 3 أطفال و 1 امرأة، وقتل 19 شخصا في حمص، و 6 في حماة، و 7 في ريف دمشق (صقبا، ودوما، والمعضمية، وعربين، زمالكا، بسيمة)، 3 في درعا، 2 في كل من دير الزور وإدلب، و 1 في كل من دمشق والقنيطرة، إضافة إلى 10 إصابات من الجنود المنشقين. كما تم الإبلاغ عن وفيات في رنكوس والغيطة، ولكن العدد لم يعرف بعد.
قررت الجامعة العربية تعليق مهمتها في الوقت الراهن بسبب تصاعد العنف في الأيام الأخيرة في البلاد. كما طلب الامين العام من رئيس البعثة ضمان امن المراقبين. وفي الوقت نفسه قال وزير الداخلية محمد شعار إن سوريا سوف تستمر في محاولة «تطهير» سوريا لما أسماه الخارجين عن القانون.
ذكرت لجنة التنسيق أن عدد القتلى في 28 يناير / كانون الثاني بلغ 98 شخصا، من بينهم 20 جثة مجهولة الهوية تم العثور عليها في مستشفى مدينة حماة.

### 29 يناير
وقد حاول ما يقدر ب 2000 جندي مدعومين بالدبابات إعادة السيطرة على ضواحي دمشق المتمردة، مع حدوث حالة مماثلة في بلدة رانكوس الجبلية في الشمال. قتل ما لا يقل عن 19 شخصا، بينهم أربعة عشر مدنيا وخمسة متمردين خلال حملة قمع حكومية على ريف دمشق كفرعنة وصقبة وجسرين وعربين في ما وصفه السكان المحليون بأنه «حرب حضرية».
وأفادت اللجنة أن أحد أكثر أيام الانتفاضة دموية، حيث قتل 62 شخصا في جميع أنحاء سوريا. ومن بين القتلى 19 شخصا في حمص و 16 في دمشق وحولها و 15 في حماة. واوضحت اللجنة ان 50 شخصا على الاقل اصيبوا بجروح في قصف القوات الحكومية لضواحي غوطة الشرقية في دمشق. وقال المرصد السوري لحقوق الإنسان ان قنبلة على جانب الطريق دمرت سيارة عسكرية قرب ادلب مما ادى إلى مقتل عشرة جنود. كما ذكرت ان جنديا متمردا قتل بالقرب من الزبدانى. وقالت سانا ان قنبلة على جانب الطريق قرب دمشق قتلت ستة جنود وجرحت ستة اخرين. وفي الوقت نفسه، قال وزير الخارجية الروسي سيرغي لافروف إنه لم يوافق على قرار جامعة الدول العربية بتعليق مهمتها في سوريا، مدعيا أنها خفضت العنف وكانت «أداة مفيدة» في قياس الوضع في البلاد. ودعا الأمين العام للأمم المتحدة بان كي مون، رئيس الأمم المتحدة، إلى إنهاء العنف في سوريا، وقال إن مسؤولية الحكومة هي إنهاء سفك الدماء.
بعد يومين من الاشتباكات، أكدت مصادر من الجيش السوري الحر أن الجيش السوري استولى على السيطرة على الضواحي الشرقية لدمشق من المتمردين وبدأ في إلقاء القبض على منزل في المنزل. وقالت سانا إن 51 جنديا قتلوا في الأيام الأخيرة من القتال.
وزعم ناشطون معارضون أن أفراد عائلة الأسد المقربين، بمن فيهم زوجته، حاولوا مغادرة دمشق عبر الطائرة، ولكن الجيش السوري الحر اعترضهم وأجبروا على العودة إلى المناطق التي تسيطر عليها الحكومة في دمشق. ورفضت الحكومة التعليق على هذه الشائعات.

### 30 يناير
وفي 30 كانون الثاني / يناير، واصل الجيش السوري هجومه على المنطقة التي كان يسيطر عليها المتمردون سابقا حول دمشق. بعد أن استولى الضباط على الضواحي الشرقية في اليوم السابق، دخل الجيش مدينة رنكوس بعد عدة أيام من الاشتباكات مما أجبر المتمردين على الانسحاب والانسحاب، وفقا للمرصد السوري لحقوق الإنسان الذي يتخذ من لندن مقرا له.
وفي ليلة 30 كانون الثاني / يناير، تراجعت حدة القتال مع سيطرة الجيش السوري على الغوطة. وقال ناشط إن الجيش السوري الحر خرج من الضواحي وأن الجيش السوري اعتقل 200 من أعضاء المعارضة في الحمورية. وبلغ عدد قتلى المعارضة في دمشق الذي قدمه الناشط 19 مدنيا قتلوا و 6 من جنود الجيش الحر قتلوا.
عاد الجيش السوري الحر إلى سقبا، وبدأ في شن هجمات وهجمات على الجيش السوري.
وأفادت لجان التنسيق المحلية في سوريا أن عدد القتلى من قبل الجيش السوري في 30 يناير / كانون الثاني بلغ 100 شخص، بينهم 8 أطفال وامرأة. و 56 حالة وفاة في حمص، و 20 في الرستن، و 15 في درعا، و 6 في ريف دمشق، و 1 في الحسكة، و 2 في إدلب.
على الرغم من الطلب المسبق من الجيش السوري الحر، ادعى مسؤول من الجامعة السورية لحقوق الإنسان لوكالة فرانس برس أن العقيد حسين هارموش أعدم بإصابة طلقات نارية في الرأس من قبل وحدة المخابرات الجوية. في حزيران / يونيو 2011، كان هارموش أول ضابط عسكري يخالف حكومة الأسد، وذلك عن طريق التواصل مع وكالة فرانس برس في مدينة غوفيتشي التركية. وادعي لاحقا أنه تم الاستيلاء عليه من قبل مخابرات من مخيم للاجئين وأجبر على الاعتراف بمختلف «الجرائم»، مع اعترافات بثها التلفزيون الحكومي.

### 31 يناير
وأصدرت وزارة الداخلية السورية بيانا أعلن فيه أن قوات الأمن في الأسد قتلت عددا من المشتبه في أنهم «إرهابيون» واعتقلت عدة أشخاص آخرين في دوما وحرستا وصقبة وحموارية وكفار باتنة، واستولوا على مخزون كبير من الأسلحة.
واصل الجيش السوري هجومه في منطقة دمشق مع تحرك القوات والدبابات على عربين وزملكا. من جهة أخرى، ادعى ناشط أن مقاتلي المعارضة استولوا على مدينة الرستن بعد يوم من القتال مع القوات الحكومية. وقعت اشتباكات أخرى في الرستن، وفقا لبعض نشطاء، الذين شهدوا تدمير هيكل مجهول من قبل دبابة.
أفادت لجان التنسيق المحلية أن عدد القتلى في 31 كانون الثاني / يناير بلغ 34 شخصا، بينهم طفلان، و 5 من المنشقين عن الجيش، أعدم 4 منهم في إدلب. 14 قتيلا في إدلب و 12 في حمص و 3 على الأقل في ريف دمشق.

## فبراير 2012

### 1 فبراير
وبينما واصل الجيش عملياته، ذكر السفير الروسي لدى الأمم المتحدة أن روسيا ستستخدم حق النقض (الفيتو) على القرار المقترح إذا لم يتم تضمين شرط يستبعد صراحة أي تدخل عسكري. ويدعى أن أحد عشر حاجا إيرانيا اختطفوا في سوريا، واتهمت السلطات الإيرانية جماعات المعارضة المسلحة بأنها مسؤولة عن ذلك.
وقد ارتفع عدد الذين قتلتهم قوات الأمن السورية في 1 شباط / فبراير إلى 70 شخصا حتى الآن، بينهم 14 قتيلا من الجيش السوري الحر وامرأتان وطفلين. 35 قتيلا في وادي بردى (ريف دمشق) و 8 في درعا و 14 في حمص و 6 في غرب غربي (ضواحي درعا) و 3 في ريف دمشق (أربين والمعضمية) و 3 في إدلب وواحد في القامشلي. 152]

### 2 فبراير
وأفيد بأن إطلاق نار كثيف وقصف في وادي وادي بردى خارج دمشق. وقد قتل أربعة وعشرون شخصا، من بينهم ستة من المنشقين عن الجيش في القتال بحسب نشطاء.
وفي الأمم المتحدة، كانت المحادثات تتقدم نحو التوصل إلى توافق في الآراء. وقد سقط النص في القرارات السورية التي يجري صياغتها في محاولة لتفادي حق النقض الروسي ولا يدعو صراحة الأسد إلى التنحي على الرغم من أن الأمم المتحدة تؤكد مجددا دعمها لمقترحات الجامعة العربية. كما تستبعد المسودات الجديدة التدخل العسكري الأجنبي. ومع ذلك، واصلت روسيا التعبير عن رفضها.

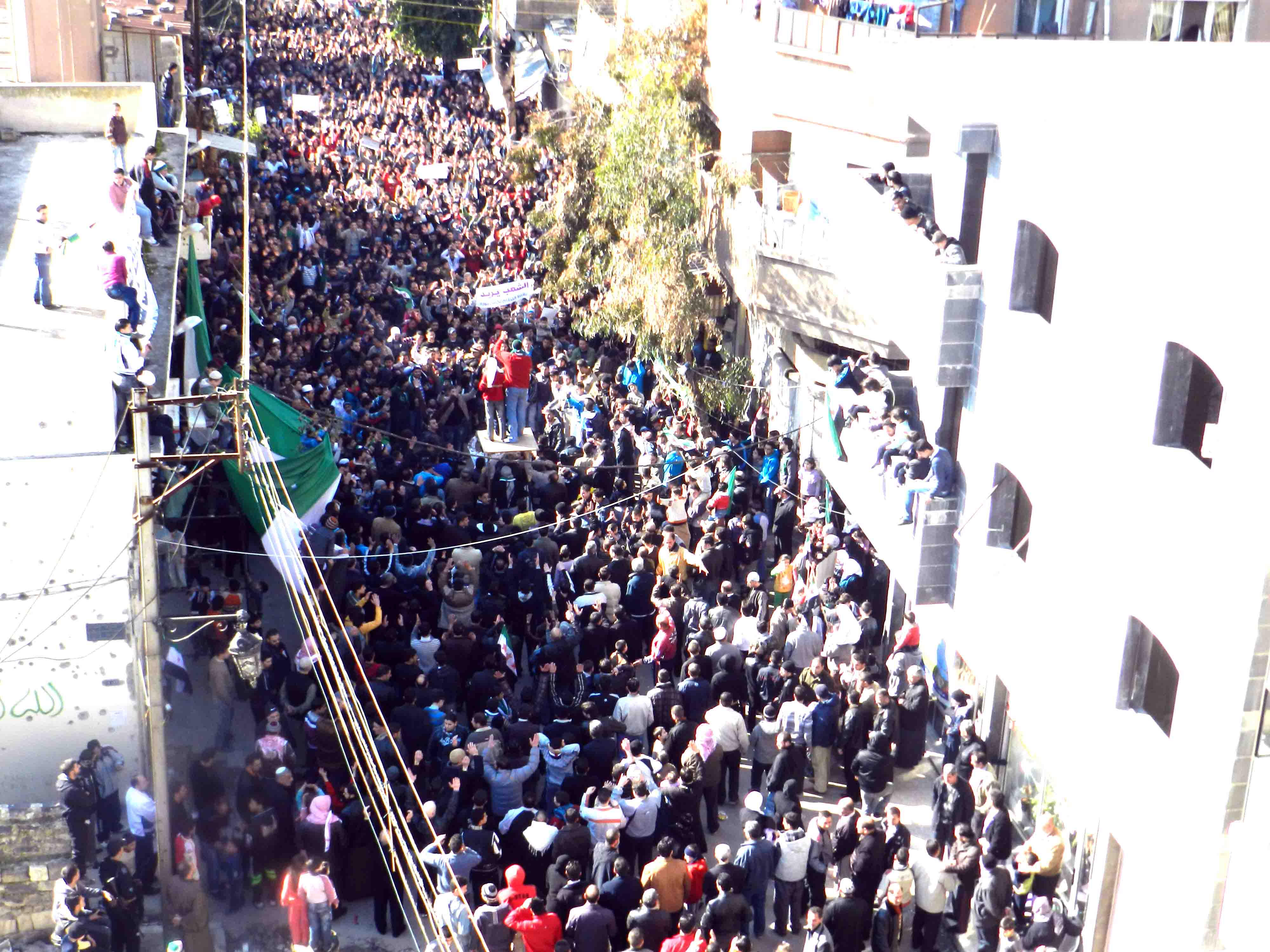
مظاهرة كبيرة في إحدى أحياء حمص.

### 3 فبراير
تجمع المتظاهرون في جميع أنحاء سوريا في ذكرى مجزرة حماة عام 1982. ووقعت أكبر احتجاجات في حمص وحلب وإدلب. حاول المتظاهرون التجمع في حماة، لكنهم فرقتهم قوات الأمن المتمركزة لاستباق الاحتجاج الجماهيري في حماة. ووقعت احتجاجات أخرى في درعا واللاذقية. وأطلقت النار على الاحتجاجات في ضواحي دمشق وفرقت الجيش السوري المتمركز هناك. وأبلغ عن مقتل 42 متظاهرا ومدنيين في جميع أنحاء سوريا على يد قوات الأمن. هاجمت قوات المعارضة مواقع الجيش السوري في أندان، خارج حلب. وكانت المظاهرات في سوريا في 3 شباط / فبراير على ما يبدو من بين أكثر الانتفاضات انتشارا، بما في ذلك الاحتجاجات في أكثر من 600 بلدة وأحياء.

### 4 فبراير
بدأت القوات الحكومية قصف مدفعي مكثف لحمص، مما أدى إلى مقتل أكثر من 400 مدني، وفقا لما ذكره نشطاء في المدينة. غزت الشبيحة بعض المستشفيات أيضا، بقصد قتل أو اختطاف الجرحى. ونفت سوريا بشدة وقوع مثل هذا القصف. وقالوا إنه كان تلفيقا من المعارضة لمحاولة التأثير على التصويت في الأمم المتحدة في نفس اليوم واتهم الجماعات المسلحة في حمص بقتل الجنود والمدنيين. ومع ذلك، نشر ناشطون أشرطة الفيديو على شبكة الإنترنت التي تعرض هياكل حرق يعتقد أن ضرب المدفعية السورية. لم يتم التحقق من صحة هذه الأفلام.
وانتشر الجيش اللبناني في مدينتي وادي خالد وأكروم الشماليتين لاستئصال قوات المعارضة السورية المحتملة والمسلحين.
أقيمت جنازة جماعية في الخالدية، حمص، لأولئك الذين فقدوا أرواحهم في الحي خلال الليل. وفي مكان آخر في داريا بدمشق، تعرضت جنازة ثانية لهجوم من قبل قوات الأمن التي أفادت التقارير أنها أطلقت النار على 12 من المشيعين.
وأعلنت روسيا والصين حق النقض (الفيتو) في قرار الأمم المتحدة المعاصر بشأن سوريا في مجلس الأمن.

### 5 فبراير
وقالت لجان التنسيق المحلية إن عدد الذين قتلتهم قوات الأمن في 5 شباط / فبراير ارتفع إلى 43 شخصا، من بينهم 6 أطفال و 3 نساء؛ منها 29 حالة وفاة في حمص، و 6 في إدلب، و 5 في ريف دمشق، و 2 في درعا، و 1 في حلب.

### 6 فبراير
وأفادت التقارير بأن ما لا يقل عن 300 صاروخ قد هبطت في مدينة حمص، مع مقتل ما لا يقل عن 15 شخصا في البداية صباح يوم الاثنين. استدعت بريطانيا العظمى سفيرها. ودمر خط أنابيب في مدينة حمص. وكانت الولايات المتحدة قد أعلنت أنها تغلق سفارتها. كما استدعت المملكة المتحدة سفيرها لدى وزارة الخارجية، وأوقفت الخدمات في سوريا.
أرسلت الولايات المتحدة مسؤولا إلى روسيا للحديث عن العقوبات المفروضة على سوريا وإيران. وقال وزير خارجية روسيا لافروف ان ردود الفعل الغربية على الفيتو الروسي كانت «هستيرية».
وقالت كندا إنه على عكس الولايات المتحدة، قرروا إبقاء سفارتهم مفتوحة.
ذكرت لجان التنسيق المحلية أن عدد القتلى من قبل قوات الأمن في 6 شباط / فبراير ارتفع إلى 74 شخصا، بينهم 4 أطفال و 4 نساء: 47 حالة وفاة في حمص، و 12 حالة في ريف دمشق (الزبداني، صقبا، مضايا، هزاع، داريا)، و 9 في إدلب، و 3 في دمشق (كفر سوسة، ودمر سيتي)، و 2 في حلب، و 1 في قلعة الماضي في حماة.

### 7 فبراير
زار وزير الخارجية الروسي لافروف زيارته لسوريا. روسيا تريد حلا يستند إلى خطة الجامعة العربية. انضمت دول الخليج العربية والكويت والمملكة العربية السعودية والبحرين وقطر وعمان والإمارات العربية المتحدة إلى دول تسحب سفراء من سوريا. وتطالب هذه الدول أيضا سوريا باستدعاء سفرائها. وتقول اليونيسف إن أكثر من 400 طفل لقوا مصرعهم خلال الأشهر ال 11 الماضية في سوريا. كما تطلب اليونيسف من المسؤولين السوريين تقديم المساعدات لضحايا النزاع.
ذكرت لجان التنسيق المحلية في سوريا أن عدد القتلى من قبل قوات الأمن في سوريا في 7 فبراير / شباط كان 35 منهم سيدتان و 6 أطفال، من بينهم أم وأطفالها الثلاثة. قتل 19 شخصا في حمص، 10 في مضايا (ريف دمشق)، 2 في إدلب، 2 في درعا و 2 في حلب.

### 8 فبراير
شن الجيش السوري قصفا مكثفا على حمص بقصف مدفعي، في المقام الأول على حي باب عمرو، مما أدى إلى مقتل 43 مدنيا.
ليلا، بلغ عدد القتلى المدنيين من هجوم الجيش السوري على حمص 117.
في اليوم نفسه، دفن 43 من الجنود السوريين وقوات الأمن، وفقا لوكالة سانا السورية.

### 9 فبراير
قتل 110 مدنيين في حمص جراء قصف مدفعي من الجيش الحكومي في 9 فبراير / شباط.
تم الإبلاغ عن مقتل 137 مدنيا في جميع أنحاء سوريا في 9 فبراير.
وذكرت وكالة الأنباء السورية أن 8 من جنود الجيش السوري ورجال الشرطة دفنوا بعد موتهم في تعاقدات في حمص وريف دمشق وإدلب.

### 10 فبراير
هز انفجاران حلب، واستهدفا مبنى أمنيا ومديرية المخابرات العسكرية في المدينة، وفقا للتلفزيون الرسمي. قتل ما لا يقل عن 25 شخصا وأصيب 175 آخرون في الانفجارات. وقال الجنرال عارف حمود العضو في الجيش السوري الحر لمراسل الجزيرة رولا أمين إن الجيش السوري الحر شن هجوما على آر بي جي وقذائف هاون، في حين أن قادة آخرين من الجيش الحر رفضوا ذلك واتهموا الحكومة بالتلاعب، مدعيا أن قصف مقر الأمن المهاجم سيكون صعبة للغاية نظرا لعدد نقاط التفتيش في المنطقة المحيطة بها.
وحشد الجيش السوري خارج حمص على إعداد هجوم آخر، حيث أفاد الناشطون بأن المواد الغذائية والإمدادات الطبية أصبحت نادرة.
وقد وقعت احتجاجات جماهيرية في جميع أنحاء سوريا، حيث وقعت أكبر احتجاجات في حلب وحماة وإدلب. مظاهرات أخرى وقعت في درعا ودمشق وضواحيها، دير الزور، اللاذقية، والأحياء في حمص التي لم تحاصر.
ونقلت الوكالة عن مصادر صينية قولها ان ما لا يقل عن 15 الف جندى ايرانى من قوة القدس يستعدون لدخول سوريا لمساعدة حكومة الاسد. الحكومة الإيرانية لم تؤكد أو تنكر التقارير.
اندلعت معارك حريق في مدينة طرابلس اللبنانية بين مؤيدين مسلحين ومعارضين للرئيس السوري الأسد. اندلع العنف بين الطوائف السنية والعلوية بعد مظاهرة ضد الأسد. وأفيد بأن البنادق الهجومية والبنادق الهجومية استخدمت في الاشتباك الذي أدى إلى إصابة جنديين وأربعة مدنيين على الأقل بجروح. وارتفعت الخسائر في وقت لاحق إلى ثلاثة قتلى وثلاثة وعشرين جريحا، من بينهم عشرة جنود من الجيش اللبناني.
وقالت لجان التنسيق المحلية في سوريا ان عدد القتلى الذين قتلتهم قوات الأمن الجمعة بلغ 51 شخصا بينهم خمسة أطفال وثلاث نساء. 13 قتيلا في حلب و 11 في حمص و 8 في الدومير بريف دمشق و 5 في درعا و 1 في حماة و 1 في دير الزور.

### 11 فبراير
واستأنفت القوات الحكومية قصف حمص، مما أدى إلى مقتل سبعة أشخاص على الأقل خلال الصباح.
وقال وزير الداخلية العراقي إن الجهاديين المسلحين كانوا يعبرون الحدود السورية للمشاركة في التمرد المسلح.
40 دفن جنود ورجال من الجيش السوري بعد موتهم في قتال في حمص ودمشق، وفقا لما ذكرته وكالة الأنباء السورية سانا. ومن بين القتلى العميد الجيش عيسى الخولي، الذي اغتيل خارج منزله في روكين الدين، دمشق.
قالت لجان التنسيق المحلية ان عدد الذين لقوا مصرعهم على يد قوات الأمن يوم السبت ارتفع إلى 30 شخصا من بينهم امرأتان وطفل. 13 قتيلا في درعا (مسيفرة، تسيل، دير بخيت، داعيل)، 12 في حمص، 2 في كل من معرة النعمان في إدلب ورنكوس بريف دمشق، و 1 في دمشق.

### 12 فبراير
أصدر زعيم تنظيم القاعدة، أيمن الظواهري، شريط فيديو حيث حث جميع المسلمين على دعم المتمردين السوريين. ووجه المسؤولون الأمريكيون باللائمة على عناصر القاعدة للتفجيرات الانتحارية التي وقعت في دمشق في ديسمبر / كانون الأول. ودعا الجهاد الأردني في جماعة الإخوان المسلمين إلى الجهاد ضد الأسد، وقال إن المسلمين يجب أن يقدموا الدعم للمتمردين.
اجتمع وزراء خارجية الجامعة العربية التي علقت عضوية سوريا ردا على حملة القمع في القاهرة اليوم الأحد لبحث تشكيل فريق مشترك بين الامم المتحدة وجامعة الدول العربية بدلا من بعثة مراقبين تابعة للرابطة تم تعليقها الشهر الماضي. وقالت مصادر ل «الجزيرة» إن الدوري سيشكل بعثة جديدة تتألف من حوالي 3 آلاف مراقب يتمتع بطابع دولي تحت إشراف الجامعة العربية.
واستقال الجنرال السوداني مصطفى الدابي من بعثة المراقبين.
وقد أصدرت جامعة الدول العربية قرارا بتعهد الأمم المتحدة بتشكيل قوة حفظ سلام مشتركة في سوريا. كما دعا القرار إلى «فتح قنوات اتصال مع المعارضة السورية وتقديم كل أشكال الدعم السياسي والمادي لها». كما حث المعارضة السورية على التوحد. وقال القرار إن العنف ضد المدنيين في سوريا قد انتهك القانون الدولي و «الجناة يستحقون العقاب». وأكد القرار مجددا دعوة العرب لفرض عقوبات اقتصادية على سوريا وقرروا إنهاء التعاون الدبلوماسي مع دمشق. ورفض لبنان حليف سوريا، الذي تم التصويت عليه في القمة، البيان.
وقال مسؤولون حكوميون سوريون إنهم رفضوا تماما قرار الجامعة العربية.
وأفاد نشطاء بأن 23 شخصا قتلوا على يد قوات الأمن في جميع أنحاء سوريا، وخاصة في حمص ودرعا.

### 13 فبراير
رفضت جماعات المعارضة السورية أي تدخل من قبل تنظيم القاعدة في انتفاضتهم. وقالت المفوضية العامة للثورة السورية "اننا نرفض رفضا قاطعا هذه التصريحات ومحاولات شبكة القاعدة للتدخل في ثورتنا". نحن شعب يكافح من أجل الحرية والكرامة وللدولة الديمقراطية ".
وقالت لجان التنسيق المحلية في سوريا إن عدد الذين قتلتهم قوات الأمن في 13 شباط / فبراير بلغ 30 شخصا، بينهم 4 أطفال وجندي منشق. 9 قتلى في إدلب، 4 في ريف دمشق، 11 في حمص، 3 في درعا، 2 في حلب، 1 في حماة.

### 14 فبراير
وقالت لجان التنسيق المحلية إن عدد القتلى من قبل قوات الأمن في 14 شباط / فبراير قد ارتفع إلى 49 شخصا، من بينهم 3 جنود منشقين (ريف دمشق) و 3 نساء. 11 قتيلا في إدلب و 9 في حمص و 4 في درعا و 10 في حلب و 4 في دير الزور و 3 في حماة و 6 في ريف دمشق و 1 في اللاذقية و 1 في دمشق.

### 15 فبراير
وتقول الحكومة السورية إن الاستفتاء على «دستور جديد» سيعقد في 26 فبراير. .
بدأت الحكومة السورية «التشويش المتعمد» لبث العربية في سوريا.
وارتفع عدد الذين قتلتهم قوات الأمن في سوريا في 15 شباط / فبراير إلى 32 شخصا، من بينهم 3 أطفال، وامرأة واحدة، وجندي واحد منشق. 12 قتيلا في إدلب، 5 في ضواحي دمشق (بلودان، دوما، حرستا)، 4 قتلى في حمص، 3 في درعا، 3 في حماة، 2 في الحسكة، و 1 في كل من اللاذقية ودمشق وحلب.
وأفادت اللجنة العامة للثورة السورية أنه بحلول نهاية اليوم، قتل 54 شخصا على يد قوات الأمن في جميع أنحاء سوريا يوم الأربعاء، ومعظم الوفيات في إدلب وحمص.

### 16 فبراير
وقال بان كي مون الأمين العام للأمم المتحدة إن الجرائم ضد الإنسانية قد نفذتها القوات الحكومية، قائلا: «نحن نرى الأحياء قصفت عشوائيا، والمستشفيات تستخدم كمراكز للتعذيب، والأطفال الذين تقل أعمارهم عن 10 سنوات قتلوا وأساءوا. انظر تقريبا بعض الجرائم ضد الإنسانية»، وقال بان خلال زيارة إلى النمسا.
وقالت لجان التنسيق المحلية في سوريا إن عدد القتلى من قبل قوات الأمن في 16 فبراير / شباط بلغ 70 شخصا حتى الآن، منهم 36 جثة مجهولة الهوية، و 13 جنديا، و 3 نساء، وطفلان رضيعان. 38 قتيلا في إدلب و 12 في حماة و 5 في حمص و 6 في ريف دمشق «زبداني ومضايا» و 7 في درعا و 1 في دير الزور و 1 في الرقة.
وافقت الجمعية العامة للأمم المتحدة على قرار غير ملزم بأغلبية 137 صوتا، و 12 صوتا، و 17 صوتا. ودعا القرار إلى استقالة بشار الأسد ووقف العنف في البلاد.

### 17 فبراير
وقد ارتفع عدد الذين قتلتهم قوات الأمن في 17 شباط / فبراير إلى 39 شخصا، من بينهم 12 جنديا من الجنود الذين أعدموا في الموقع في جاسم. قتل 15 مدنيا في درعا (جاسم وحارة) و 4 في حمص و 5 في المزة (دمشق) و 3 في دير الزور و 3 في حلب و 3 في حماة و 3 في ريف دمشق (يبرود، دوما).
وبحلول نهاية اليوم، ارتفع عدد القتلى إلى 56 قتيلا.
وقعت احتجاجات جماهيرية في جميع أنحاء سوريا، وخاصة في دمشق وحلب وحماة ودرعا وإدلب.
وحذرت المعارضة السورية من أن الجيش السوري يستعد لشن هجوم واسع على باب عمرو في حمص، وأن الجيش السوري مستعد «لإبادة الجميع».
وقال مسؤولون اميركيون في وزارة الدفاع الاميركية لشبكة اميركية ان «عددا كبيرا» من الطائرات بدون طيار الاميركية والمخابرات الاستخباراتية تعمل في سماء سوريا لمراقبة هجمات قوات الاسد على المدنيين والمعارضة المسلحة.
وقال المسؤولون إن هذه المراقبة ليست قيد الإعداد للتدخل العسكري الأمريكي ".
وأفادت وكالة أنباء رويترز أن سفينتين بحريتين إيرانيتين تبحرا عبر قناة السويس المصرية إلى البحر الأبيض المتوسط، في خطوة من المرجح أن تراقبها إسرائيل بشدة. وقال مصدر في القناة ان «سفينتين ايرانيتين عبرتا قناة السويس بعد اذن من القوات المسلحة المصرية». وأضاف المصدر أن المدمرة وسفينة الإمداد قد تكونا في طريقهما إلى الساحل السوري. ووافقت إيران وسوريا على التعاون في التدريب البحري قبل عام، ولا يوجد في طهران أي اتفاق بحري مع أي دولة أخرى في المنطقة.
اعلنت وزيرة الخارجية الاميركية هيلاري كلينتون اليوم الجمعة ان الجمعية العامة للامم المتحدة اظهرت «اجماعا دوليا ساحقا» على مطالبة النظام السوري بانهاء حملته الدموية. وقال كلينتون في مؤتمر صحافي عقده مع رئيس الاتحاد الأوروبي للسياسة الخارجية كاثي اشتون ان التصويت «اظهر اجماعا دوليا واسعا على انه يجب ان تنتهي الهجمات الدموية». واضافت «في مواجهة هذه الإدانة العالمية، يبدو ان النظام في دمشق يتصاعد اعتداءاته على المدنيين، ولا يستطيع المعانون الحصول على المساعدات الإنسانية التي يحتاجونها ويستحقونها». «لذلك سنواصل العمل على الضغط وعزل النظام، ودعم المعارضة وتوفير الإغاثة لشعب سوريا».

### 18 فبراير
21 قتيلا في جميع أنحاء سوريا جراء إطلاق نار من قوات الأمن. 15.000 محتجون مناهضون للحكومة تجمعوا في المزة، دمشق 2 كم جنوب غرب الساحة الأموية، دمشق. كان الاحتجاج كبيرا لأنه كان أكبر مظاهرة مناهضة للأسد في وسط دمشق حتى الآن. أطلقت قوات الأمن النار على الاحتجاج في المزة، مما أسفر عن مقتل شخص واحد على الأقل.

### 19 فبراير
وأفادت وسائل الإعلام الإيرانية أن السفن الحربية الإيرانية عبرت قناة السويس ورسوها في مدينة طرطوس الساحلية السورية. مصر تدعو مبعوثها من سوريا. قام مسلحون في سوريا بنصب كمين على غرار ميليشيات العصابات قتل فيه أحد كبار المدعين العامين وقاض يوم الأحد في هجوم يشير إلى أن الفصائل المسلحة تنمو أكثر جرأة وأكثر تنسيقا في انتفاضتها ضد نظام الأسد.
قتل 23 شخصا على يد قوات الأمن في إدلب وحمص، وقتل 11 شخصا في مدينة أتارب في محافظة حلب عندما اقتحم الجيش السوري البلدة. الاتصالات والماء أغلقت في أتارب.

### 20 فبراير
قالت لجان التنسيق المحلية في سوريا إن عدد القتلى من قبل قوات الأمن يوم الاثنين قد ارتفع إلى 18 شهيدا. قتل 13 شخصا في حمص و 2 في حماة و 1 في كل من الحسكة وإدلب ودوما بريف دمشق.
30 جنديا، فضلا عن ضابط ودبابة انشقوا إلى الجيش السوري الحر في بلدة القصير.

### 21 فبراير
وكانت هناك تقارير تفيد بأن العديد من الناس قتلوا في قصف مدفعي متعمد على حي بابا عمرو في حمص بعد تراكم القوات في اليوم السابق. وقد حشدت الدبابات والقوات السورية خارج حمص لاحتمال وقوع هجوم برى حذر رامي عبد الرحمن رئيس المرصد السورى لحقوق الإنسان البريطانى من انه سيؤدي إلى خسائر فادحة في الارواح بينما يحاول الصليب الاحمر التوسط وقف إطلاق النار للسماح بالمساعدة الإنسانية. وعادت سفينتان إيرانيتان من سوريا عبر قناة السويس يوم الثلاثاء. وتقول إيران إن السبب الحقيقي وراء إرسال السفن الحربية هو أنها ستقوم بتدريب البحرية السورية. 237
وبحلول نهاية اليوم، بلغ عدد الذين قتلتهم قوات الأمن يوم الثلاثاء 106، بينهم 10 أطفال، و 3 سيدات، و 3 من المجندين المنشقين: 45 قتيلا جراء القصف المدفعي في حمص، و 55 في إدلب، واثنان في دوما ومسربا في ريف دمشق، 2 في دير الزور، واحدة في حلب.

### 22 فبراير
صحفية صنداي تايمز ماري كولفين مع مصور ريمي أوكليك قتلوا في حمص جراء قصف مدفعي للجيش السوري على حي باب عمرو.
قتل ما لا يقل عن 92 شخصا في جميع أنحاء سوريا بعد اشتداد قصف قوات الأمن في منطقة بابا عمرو التي يسيطر عليها المتمردون في مدينة حمص، وفقا لما ذكره المجلس الثوري العام السوري.

### 23 فبراير
قتل 88 شخصا على يد الجيش السوري في جميع أنحاء سوريا يوم الخميس، وخاصة في مدن حمص وإدلب وحماة.
وبحلول نهاية اليوم أفادت اللجنة أن 101 مدنيا قتلوا على أيدي قوات الجيش السوري في جميع أنحاء سوريا، و 47 قتيلا في إدلب وحدها. عين الامين العام السابق للامم المتحدة كوفي انان مبعوثا خاصا مشتركا بين الامم المتحدة وجامعة الدول العربية إلى سوريا.

### 24 فبراير
عقد اجتماع أصدقاء سوريا في تونس، حيث اجتمعت 70 دولة غربية وعربية لمناقشة الأحداث الجارية في سوريا والعمل على تنفيذها.
وأعلن اجتماع أصدقاء سوريا اعتراف المجلس الوطني السوري بأنه «الممثل الشرعي للشعب السوري»، وهي خطوة أقل من الاعتراف بأنها الحكومة الشرعية الوحيدة، وطلب أن تتجمع أي جماعات معارضة أخرى في سوريا خلف المجلس الوطني السوري. كما دعا الاجتماع الامم المتحدة والدوري العربي إلى إنشاء قوة لحفظ السلام على الأرض في سوريا. ودعا الاجتماع إلى فرض عقوبات اشد، حيث أعلن الاتحاد الاوروبى انهم سيجمدون اصول سوريا داخل بلادهم. واقترح الرئيس التونسي، بالإضافة إلى ذلك، حل النزاع السوري بعقد عفو عن بشار الأسد، حيث يستقيل بشار الأسد في روسيا. غادر وزير الخارجية السعودي الاجتماع، مدعيا أن أصدقاء سوريا لم يذهبوا بعيدا بما فيه الكفاية لمحاولة حل الأزمة، وهتفوا كذلك بأن الجيش السوري الحر يجب أن يكون مسلحا ويدعم من أجل الإطاحة بالنظام. ] 
أعلن قادة حماس أنهم يتخلون تماما عن دعم الحكومة السورية، وأعلنوا دعمهم للتمرد المسلح.
أعلن الجيش السوري الحر أنهم تلقوا أول إمداداتهم من الأسلحة الخفيفة ومعدات الاتصالات من منطقة الخليج العربي والبلدان المجاورة، التي اشترتها المنفيين السوريين، لكنهم أكدوا أنها لم تكن سوى عدد محدود من الأسلحة الخفيفة التي تلقوها. ]
وقد وقعت احتجاجات جماهيرية مناهضة للحكومة يوم الجمعة في سوريا، مع أكبر التجمعات في حلب وإدلب ودرعا والقامشلي وريف دمشق. وأفاد نشطاء بأن 50 شخصا قتلوا يوم الجمعة على أيدي قوات الأمن، وخاصة في حمص وحلب وحماة والقامشلي.
وبحلول نهاية اليوم، أفادت اللجنة أن 103 أشخاص قتلوا على أيدي الجيش السوري، في حمص وحماة في المقام الأول.

### 25 فبراير
قتل أكثر من 100 شخص على يد الجيش السوري في جميع أنحاء سوريا، وخاصة في حمص وحماة وإدلب.

### 26 فبراير
وقتل ما لا يقل عن 31 مدنيا وجنديا سوريا اليوم الأحد في سفك الدماء الذي تزامن مع التصويت على دستور جديد يمكن أن يبقي الرئيس بشار الأسد في السلطة حتى عام 2028، يقول الأسد أن الاستفتاء يظهر التزامه بالإصلاح الديمقراطي في حين أن القوى الغربية والسوريين الذي شارك في ثورة استمرت 11 شهرا ضد حكمه وصفها بأنها مهزلة.
وبحلول نهاية اليوم، بلغ عدد القتلى 65، معظمهم في حمص.
وقد سار عشرات الآلاف من الناس في المغرب للمطالبة بإنهاء الحملة الوحشية للنظام السوري على المعارضين والدعوة للتدخل الدولي في الأزمة. وذكرت وكالة الانباء المغربية ان السوريين المقيمين في المغرب كانوا من بين المسيرة اليوم الأحد في الدار البيضاء. حمل المتظاهرون أعلام مغربية وسورية، فضلا عن علامات تدعو الرئيس السوري بشار الأسد إلى وقف قتل أولئك الذين يسعون إلى الإطاحة به.

### 27 فبراير
وقد وافق الاتحاد الأوروبي على فرض عقوبات جديدة على سوريا.
وأفاد نشطاء بأن 68 مدنيا في حمص أعدموا بإجراءات موجزة في مذبحة عندما اعتقلتهم قوات الأمن أثناء محاولتهم الفرار من حي بابا عمرو.
وبحلول نهاية اليوم، ارتفع عدد القتلى إلى 125، بما في ذلك من القصف المدفعي والمجزرة في حمص، مع وقوع بقية الوفيات في حماة وحلب وإدلب.

### 28 فبراير
وبلغ عدد المدنيين الذين قتلهم الجيش السوري 104 أشخاص في 28 شباط / فبراير، بينهم 35 مدنيا في مجزرة نفذها النظام في حلفايا بضواحي حماة. وبالإضافة إلى ذلك، قتل 26 شخصا في مجزرة في بابا عمرو، من بينهم 3 نساء وطفلين؛ 37 في ضواحي حماة. 50 في حمص؛ 7 في ضواحي حلب؛ 5 في ضواحي إدلب؛ 3 في دير الزور. و 1 في درعا و 1 في حماة. وتؤكد تونس استعدادها لمنح اللجوء إلى الأسد السوري. ووفقا للأمم المتحدة، توفي أكثر من 7500 شخص في سوريا منذ بداية الانتفاضة.

### 29 فبراير
قوات الأمن السورية تتقدم على حي بابا عمرو الذي يسيطر عليه المتمردون في مدينة حمص. البنتاغون يتخطى خطط عملية محتملة في سوريا. وتقول المديرة الإنسانية للأمم المتحدة فاليري آموس إن سوريا نفت طلباتها المتكررة لزيارة البلاد. وستتبرع ليبيا بمبلغ 100 مليون دولار من المساعدات الإنسانية للمعارضة السورية وتسمح لها بفتح مكتب في طرابلس.
وأفادت اللجنة أن 30 شخصا قتلوا على يد الجيش السوري في 29 فبراير / شباط، ولكن لا يمكن أن يشمل عدد القتلى من بابا عمرو بسبب عدم التواصل.

## مارس 2012

### 1 مارس
انسحب الجيش السوري الحر والمدنيين المحليين من بابا عمرو، بعد نفاد الذخيرة والغذاء والمياه. رفض 4000 مدني مغادرة بابا عمرو. وتم منح الصليب الأحمر الدولي الإذن لإرسال المساعدات إلى بابا عمرو. قتل 42 مدنيا على يد الجيش السوري، بينهم 23 في حمص. دبلوماسيون من المملكة المتحدة انسحبوا من سوريا.

### 2 مارس
وقعت احتجاجات جماهيرية جماهيرية في جميع أنحاء سوريا، مع أكبر احتجاج في حلب، وسط حمص، إدلب، القامشلي وريف دمشق، فضلا عن منطقة وسط دمشق. قتل 75 متظاهرا ومدنيين على مدار اليوم. قتل عشرة في بابا عمرو و 16 في الرستن بعد أن أصيبت احتجاجات بقذائف الهاون.
فرنسا تغلق سفارتها في سوريا.

### 3 مارس
تم إعدام 47 جنديا تم القبض عليهم وهم يحاولون العيب في محافظة إدلب. قتل 30 مدنيا على يد قوات الأمن، بينهم 8 في ريف دمشق. وقد ادعى الجيش السوري الحر أنه قتل أكثر من 100 جندي حكومي في ضواحي دمشق في هجمات وهجمات في 3 مارس / آذار. مفجر انتحاري يقتل 2 في درعا.

### 4 مارس
قصف الجيش السوري الرستن، مما أسفر عن مقتل 7 مدنيين. تم منع الهلال الأحمر من الوصول إلى باب عمرو، على الرغم من الوعود التي أعطيت لهم لدخولهم.
وقال صهر الرئيس السوري بشار الاسد انه «فزع» من القمع الوحشي الذي قام به زوج زوجته، وطلب منه إجراء تغييرات ديموقراطية في البلاد قبل فوات الاوان. كما جددت القوات السورية قصفها الشرس لمدينة حمص كشف الدكتور فواز أخرس للمرة الأولى أنه كان يضغط بهدوء من أجل الإصلاح منذ الثورة. وقال اخراس انه يخشى على ابنته واحفاده الذين يمكن ان يقتلهم مقاتلو المعارضة انتقاما إذا ما سقطت الحكومة. وقالت بعض الشائعات إن أسماء أسما كانت تحت الإقامة الجبرية الفعلية في دمشق من قبل أتباع الرؤساء لأنهم كانوا يخشون أنها قد تغادر البلاد، الأمر الذي سيكون خطوة من شأنها أن تضر بالنظام السوري.

### 5 مارس
وقالت لجان التنسيق المحلية إن 15 شخصا قتلوا على أيدي الجيش السوري في 5 آذار / مارس. 6 قتلى في حمص، 2 في كل من إدلب ودرعا وحلب، و 1 في كل من يبرود بريف دمشق، جبلة والرقة.

### 6 مارس
وقتل 39 شخصا على الأقل من قبل الجيش السوري، بينهم 23 شخصا في حمص، وفقا ل لس.

### 7 مارس
وأفادت اللجنة أن ما لا يقل عن 40 مدنيا قتلوا على يد الجيش السوري في 7 آذار / مارس، بينهم 23 مدنيا في حمص. وزعم سفير روسيا لدى الأمم المتحدة فيتالي تشوركين أن لديه معلومات عن وجود مركز تدريب خاص للثوريين السوريين في ليبيا.
وانشق نائب وزير النفط والثروة المعدنية عبده حسام الدين.

### 8 مارس
وأفادت اللجنة أن 62 مدنيا قتلوا في جميع أنحاء سوريا، منهم 52 مدنيا في حمص، تم العثور على 44 منهم بإجراءات موجزة.

### 9 مارس
قتل 82 مدنيا في جميع أنحاء سوريا، منهم 33 في إدلب و 26 في حمص. وقد وقعت احتجاجات جماهيرية جماهيرية، وخاصة في حلب وحمص وحماة ودرعا وإدلب ودير الزور والقامشلي.
أفادت مجموعات المتمردين أن أربعة جنرالات قد انشقوا إلى الجيش السوري الحر، وعبروا إلى الأراضي التركية. وذكرت مصادر المعارضة ان جنرالين اخرين واربعة كولونيل انشقوا قبل أيام قليلة من هذا الحدث ليصل اجمالى ستة جنرالات. وقال منشق رفيع المستوى للصحفيين ان النظام يحتجز ضباطا من السنة. وقيل إن 000 2 ضابط احتجزهم جيشهم. «مجرد كونه سني مشتبه به»، قال.

### 10 مارس
والتقى الرئيس الأسد مبعوثه الدولي كوفي عنان ووعده بدعم أي محاولة سلام «صادقة»، لكنه حذر من أن الحوار سيفشل إذا بقيت «مجموعات إرهابية».
وأفادت اللجنة أن 63 مدنيا قتلوا على يد الجيش السوري، منهم 47 مدنيا في إدلب.

### 11 مارس
قتل ما لا يقل عن 80 مدنيا في جميع أنحاء سوريا، وخاصة في إدلب وحمص.
اشتبك الجيش السوري الحر مع الحكومة السورية في وسط دمشق للمرة الأولى.

### 12 مارس
قتل 50 مدنيا من بينهم أطفال في حيي كرم الزوتان وباب درياد في حمص. وقال شريط فيديو على الإنترنت من حمص لاظهار جثث المذبحة أيضا ان بعض القتلى قد احرقوا حتى الموت. تعرضت مدينة إدلب للحصار من قبل الجيش السوري، مع إيقاف المياه والأحياء تحت القصف المدفعي. 19 مدنيا آخرين قتلوا على يد الجيش السوري وفقا ل لس، بما في ذلك 7 من إدلب.

### 13 مارس
وأفاد نشطاء بأن أكثر من 40 مدنيا أعدموا خارج مسجد في إدلب من قبل الجيش السوري.
وبشكل منفصل، أفادت اللجنة أن 46 مدنيا قتلوا في جميع أنحاء سوريا، بينهم 12 مدنيا في حمص، ليصل عدد القتلى إلى 86 شخصا.

### 14 مارس
وقال ناشطون إن 76 شخصا قتلوا في جميع أنحاء سوريا على يد قوات الأمن والجيش السوري.

### 15 مارس
توغل السوريون إلى الشارع بمناسبة الذكرى السنوية الأولى للانتفاضة، من بين تكثيف الحملة في حمص وإدلب ودرعا. كما أقيمت مظاهرات مضادة للحكومة في الساحة الأموية بدمشق وكذلك مدينة درعا في السويداء. وأكدت تركيا التقارير التي تفيد بأن 6 جنرالات خرقوا في وقت سابق من الأسبوع، وأضاف أن جنديا آخر انشق إلى تركيا في 14 مارس.
قتل 55 مدنيا في جميع أنحاء سوريا، بينهم 45 في إدلب. وأفاد نشطاء بأن 23 جثة تعرضوا للتعذيب واعدموا بإجراءات موجزة في ريف إدلب. وأعلنت وسائل الإعلام التركية أن الشبيحة استولت على اثنين من الصحفيين الأتراك الذين عبروا إلى سوريا وتعرضوا للتعذيب.
وقعت مجزرة في حي كرم علوز في حمص قتل فيها 15 سوري، بينهم امرأة وأطفالها الأربعة، قبل يوم واحد من جلسة مجلس الأمن حول سوريا. ووفقا للحكومة السورية، فإن الجناة هم جماعات إرهابية مرتبطة بتنظيم القاعدة. وقد أشارت الحكومة إلى هذا الحادث في أعقاب مذبحة الحولة في 25 أيار / مايو لدعم ادعاءها بأن هناك نمطا من هذه الهجمات الإرهابية تصاعد قبل جلسات مجلس الأمن بشأن سوريا، أو في تلك الحالة، بالتزامن مع إعلان المبعوث الخاص للأمم المتحدة كوفي عنان زيارة إلى البلاد.

### 16 مارس
وقد احتجت الاحتجاجات السورية على الشوارع في احتجاجات أسبوعية الجمعة، حيث وقعت أكبر احتجاجات في حلب وحمص وحماة والقامشلي ودمشق وضواحيها، وإقليم إدلب ومحافظة درعا. وظهرت احتجاجات كبيرة أيضا في مدينة الرقة شمال شرق البلاد، التي أطلقت قوات الأمن النار على الحشد وأفيد عن مقتل 12 شخصا. وانشق الجنود في الرقة وبدأوا في الاشتباك مع جيش النظام. كما لوحظت زيادة في هجمات الجيش السوري الحر في دمشق وضواحيها. طلبت تركيا من جميع مواطنيها المقيمين في الخارج في سوريا العودة إلى ديارهم إلى تركيا، وأعلنوا أيضا للمرة الأولى التي تفكر في إنشاء منطقة عازلة على الحدود الشمالية لسوريا.
وأفادت لجنة التنسيق في منتصف اليوم أن 46 مدنيا قتلوا في جميع أنحاء سوريا من قبل الجيش السوري وقوات الأمن، توفي 37 منهم في محافظة إدلب.

### 17 مارس
وأفاد التلفزيون الحكومي السوري أن قنبلتين توأمين في سيارتين استهدفتا مكاتب الأمن السورية، وأن مبنى استخبارات الطيران في دمشق يقتل ما لا يقل عن 27 شخصا وجرح 97 شخصا.
وأفادت اللجنة أن 16 شخصا في سوريا قتلوا على يد الجيش السوري، بينهم 6 في مدينة الرقة و 2 توفيوا تحت التعذيب.

### 18 مارس
وقد قتل ما لا يقل عن ثلاثة أشخاص وجرح 25 آخرون في انفجار سيارة مفخخة في مدينة حلب شمال سوريا، وفقا للتقارير.
أفادت اللجنة أن 37 شخصا قتلوا على يد الجيش السوري في جميع أنحاء سوريا، بينهم 12 شخصا في إدلب.

### 19 مارس
وقد انشق ضابط المخابرات العسكرية عبد البركات إلى تركيا، ليحضر معه مئات الوثائق والملفات التي تفصل أوامر بشار الأسد عن القضاء على المتظاهرين وقتلهم. ومن بين الوثائق التي تم تسريبها خططا لمهاجمة المتظاهرين في المدن السورية الرئيسية بما في ذلك دمشق وحلب، وكيفية التخطيط لعمليات الأمن، وأوامر قوات الأمن تجسس على المراقبين الأجانب المرسلة من قبل الجامعة العربية. وأظهرت وثائق بركات التي تسربت أيضا أن الحكومة تجسس على مراقبي جامعة الدول العربية في البلاد. كان بركات مسؤولا عن جمع المعلومات من جميع أنحاء سوريا في الخلية السرية لإدارة الأزمات المشتركة في دمشق، وكان واحدا من أكثر المسؤولين ثقة في الأسد. ومع ذلك، كان خلد للمعارضة منذ شهور، قبل أن يتعرض للخطر وذهب إلى تركيا لإنقاذ أرواحه وأقاربهم.
وقعت معارك عنيفة بين الجيش السوري الحر والقوات الحكومية في وسط دمشق، وخاصة في حي المزة. يمكن سماع الانفجارات وإطلاق النار لعدة ساعات خلال الليل، وفقا للسكان.
أعلنت تركيا أن جنراليين آخرين انشقوا إلى تركيا في 18 مارس.
وأفادت اللجنة أن 30 مدنيا قتلوا في جميع أنحاء سوريا على يد الجيش السوري، بينهم 9 في دير الزور و 6 في حمص.

### 20 مارس
وأفادت اللجنة أن 57 مدنيا قتلوا في جميع أنحاء سوريا على يد قوات الأمن، وخاصة في حمص ودير الزور.

### 21 مارس
قتل 70 مدنيا في جميع أنحاء سوريا على يد قوات الأمن والجيش السوري، بينهم 40 في حمص، قتل 25 منهم في مجزرة.

### 22 مارس
قتل 63 مدنيا على أيدي قوات الأمن والجيش السوري، من بينهم 12 قتلوا أثناء محاولتهم الفرار إلى تركيا.
أعلن رئيس حزب البعث الحاكم في مدينة إدلب شمال غرب البلاد انشقاقه للمعارضة، وحث المسؤولين الآخرين رفيعي المستوى على أن يفعلوا الشيء نفسه.

### 23 مارس
استغرق المتظاهرون في الشارع لأسابيع احتجاجات الجمعة، بين القتال العنيف على الصعيد الوطني بين الجيش السوري الحر والجيش السوري. وأفادت المنظمة أن مئات الآلاف من السكان قد انضموا إلى الاحتجاجات في جميع أنحاء البلاد. ووقعت أكبر احتجاجات في وسط وضواحي دمشق ودرعا والقامشلي والحسكة وإقليم إدلب وحلب وحمص ومحافظة حماة. وبحلول نهاية اليوم، قتل 59 من المتظاهرين والمدنيين على يد قوات الحكومة السورية.
طيار من الجيش السوري انشق إلى تركيا. وأمر بقتل المتظاهرين المدنيين، ولكن بدلا من ذلك استهدف مبنى عسكري في حلب حتى نفد من الذخيرة. وأكد عضو في المجلس الوطني السوري أن الطيار المنشق قد وصل إلى تركيا، وقال إن نظام الرئيس بشار الأسد أصبح غير قادر على السيطرة على الجيش. وخوفا من هجوم على القصر الرئاسي، يرسل الجيش طيارين عسكريين دون ذخائر، وأضاف عضو المجلس الوطني السوري.

### 24 مارس
قتل 45 مدنيا على يد قوات الحكومة السورية، في إدلب وحمص في المقام الأول.

### 25 مارس
قتل 65 مدنيا في جميع أنحاء سوريا من قبل الجيش السوري، في المقام الأول في قصف حمص.

### 26 مارس
وأفادت اللجنة أن الجيش السوري قتل في منتصف اليوم 59 مدنيا، توفي 33 منهم تحت قصف مدفعي في حمص.
الجيش السوري جدد القصف على الزبداني في أطراف دمشق، مما أسفر عن مقتل 4.
وبحلول نهاية اليوم قتل 70 شخصا في جميع أنحاء سوريا، وخاصة في حمص. وأفادت المعارضة أيضا أن الجيش السوري الحر اغتيل رئيس المخابرات الجوية، إياد مندو، في دمشق. .

### 27 مارس
قتل 70 مدنيا في سوريا على يد الجيش السوري، وفقا لما ذكرته لجنة التنسيق. قتل 40 منهم في إدلب، بينهم 23 شخصا أعدموا بإجراءات موجزة في حقل في سراقب بمحافظة إدلب.

### 28 مارس
وأفادت اللجنة أن 30 مدنيا قتلوا على يد الجيش السوري، 13 منهم قتلوا في حمص.
قتل صحافيان بريطانيان من أصل جزائري من قبل الشبيحة أثناء عبورهما الحدود من تركيا إلى سوريا.

### 29 مارس
قتل 60 مدنيا في جميع أنحاء سوريا، وخاصة في حمص وإدلب. اغتيل الجيش السوري الحر اثنين من الكولونيل في وسط حلب، واختطفا جنديا في سلاح الجو في دمشق. وأفادت التقارير أن ثلاثة جنرالات من العميد قد انشقوا إلى الجيش السوري الحر لدى إطلاقهم مقاطع فيديو انشقاق كانوا فيها يظهرون بطاقات الضباط.

### 30 مارس
وقد خرج المتظاهرون إلى الشوارع في مظاهرات جماهيرية يوم الجمعة، وأكبرها في دمشق وضواحيها، وحماة، وحمص، وإقليم إدلب، وحلب، ومحافظة درعا. قتل 55 متظاهرا ومدنيين على أيدي قوات الأمن في جميع أنحاء البلاد، وخاصة في حمص ودير الزور.

### 31 مارس
قتل 40 شخصا على يد الجيش السوري في جميع أنحاء سوريا، وخاصة في حمص.

## أبريل

### 1 أبريل
قتل 70 مدنيا عندما شن الجيش السوري هجمات مدفعية على أحياء حمص المركزية ودير الزور. واعترف اجتماع أصدقاء سوريا بأن المجلس الوطني السوري هو الممثل الشرعي لسوريا، وهي خطوة تحت الاعتراف الكامل بأنها الحكومة الوحيدة. وأعلنت دول مجلس التعاون الخليجي أنها تنوي البدء في دفع وتمويل الجيش السوري الحر وأي عضو بالجيش يعاني من عيوب.

### 2 أبريل
قتل 65 مدنيا في جميع أنحاء سوريا جراء قصف مدفعي من قبل الجيش السوري، في حمص ودير الزور. واستولى الجيش السوري الحر على مستشفى حمص الوطني حيث وجد 75 جثة مجهولة الهوية مخزنة في المشرحة. أسفرت حصيلة القتلى في 2 أبريل / نيسان عن القصف والجثث التي تم العثور عليها مؤخرا عن مقتل 140 شخصا.

### 3 أبريل
قتل 29 مدنيا في جميع أنحاء سوريا، وخاصة في قصف حمص وريف دمشق بما في ذلك الزبداني.
وبحلول نهاية اليوم، أبلغت اللجنة عن مقتل 80 مدنيا على يد الجيش السوري، وخاصة في حمص وإدلب.

### 4 أبريل
وأبلغ عن مقتل 101 مدنيا على يد الجيش السوري، وخاصة في قصف حمص والحصار في محافظة إدلب.

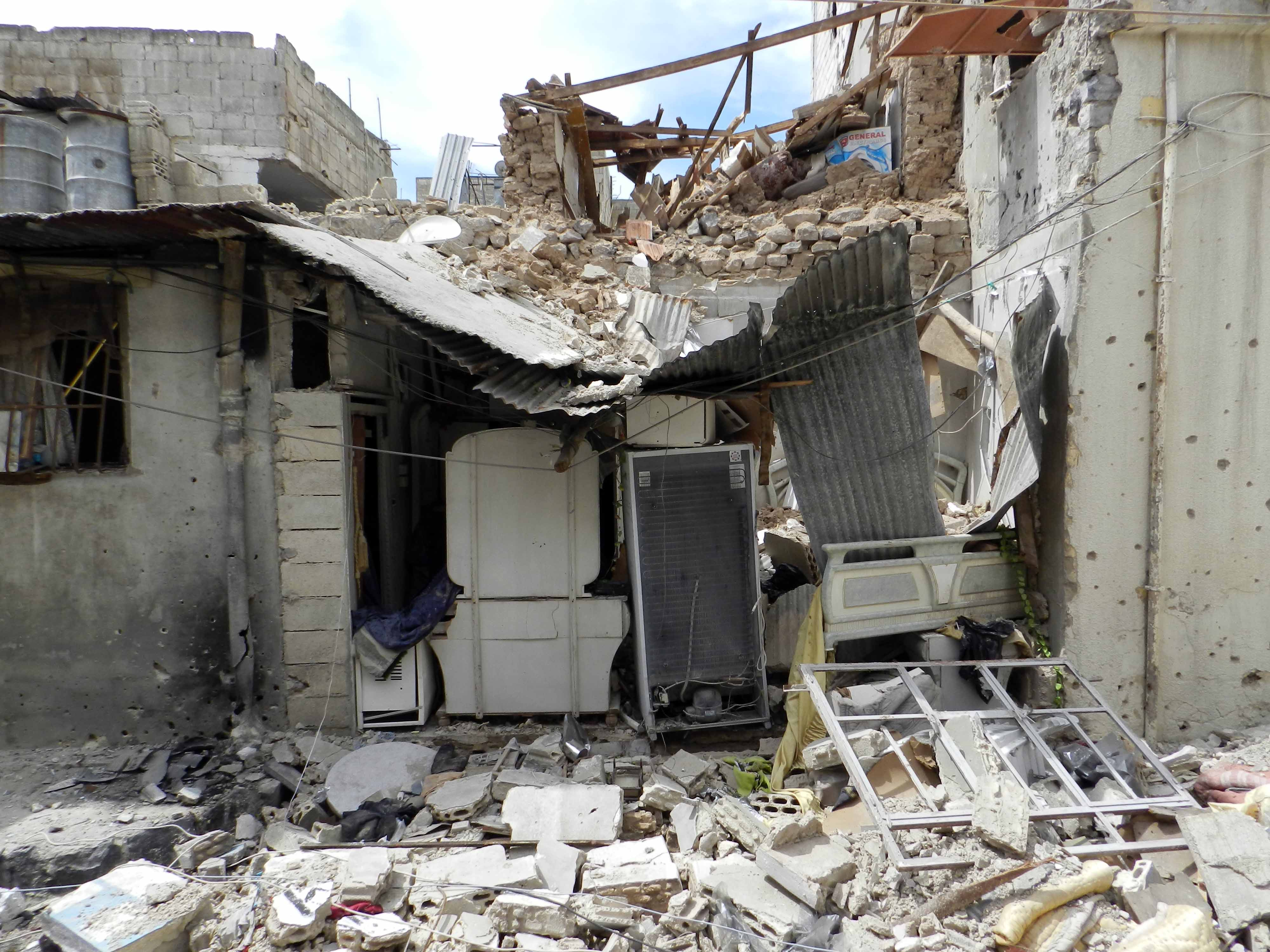
أحد المنازل المدمرة في مدينة الباب بعد قصف عنيف من قبل الجيش السوري.

### 5 أبريل
قتل 70 مدنيا في جميع أنحاء سوريا من قبل الجيش السوري، وخاصة في حمص وإدلب.

### 6 أبريل
وقد احتجت الاحتجاجات على الشارع بشكل جماعي في احتجاجات الجمعة الأسبوعية، حيث وقعت حصارات واشتباكات مستمرة في جميع أنحاء سوريا. ووقعت أكبر احتجاجات في دمشق وضواحيها، حمص ودرعا وإدلب وحلب وحماة. فر آلاف الأشخاص من محافظة حلب إلى تركيا، حيث قتل 51 مدنيا، معظمهم في قصف الجيش السوري لحمص.
وبشكل منفصل، كانت هناك تقارير تفيد بأن أكثر من 100 قتلوا في تفتناز، إدلب، في مجزرة أبلغ عنها الجيش السوري. وأفاد اللاجئون الفارين من تفتناز إلى تركيا عن وجود مقابر جماعية وحرق متعمد للمنازل من قبل الجيش السوري. .

### 7 أبريل
وبحلول منتصف اليوم، قتل أكثر من 150 شخصا، في المقام الأول في القصف المدفعي في حمص، ولكن أيضا أكثر من 50 قتيلا عندما اقتحم الجيش السوري القرى الريفية في حماة.

### 8 أبريل
وأبلغت اللجنة عن مقتل 45 مدنيا على يد الجيش السوري، في حمص وإدلب في المقام الأول.

### 9 أبريل
قتل 160 مدنيا على يد الجيش السوري، منهم 52 في حمص، و 45 في بروفانس في حلب، و 36 في حماة.
وقتل صحفي في لبنان بنيران الرشاشات الثقيلة من الجيش السوري. وأطلق النار على علي شعبان، الذي كان يعمل مصورا لمحطة تلفزيون الجديد، أثناء تصويره في منطقة وادي خالد الشمالية على الجانب اللبناني من الحدود. يبدو أن إطلاق النار جاء من الجانب السوري من الحدود. وقال زميله المراسل حسين خريس ان الفريق سمع اطلاق نار كثيف حولهم من جميع الاطراف «يسقط مثل المطر». وقال السيد خريس إن السيد شعبان كان داخل سيارة عندما ضرب. وقال خريس على قناة الجديد: «إذا رأيت السيارة التي تعتقد أنها كانت في منطقة حرب». واضاف «انه دمر تماما من الرصاص». وقال إنهم ينتظرون أكثر من ساعتين للجيش اللبناني وبعض السكان يأتون ويسحبونهم إلى مكان آمن. وقال: «أطلب من أسرة علي المغفرة لأنني لم أستطع أن أفعل أي شيء له»، وقال: كسر الدموع.

### 10 أبريل
قتل 101 مدنيا على يد الجيش السوري، بينهم 56 في حمص و 22 في حماة.

### 11 أبريل
وبحلول منتصف اليوم، أبلغت اللجنة عن مقتل أكثر من 100 مدني، 57 منهم في حمص.

### 12 أبريل
وقد دخل اتفاق وقف إطلاق النار برعاية كوفي عنان حيز النفاذ، ولكن وقعت عدة حوادث لانتهاكات وقف إطلاق النار من قبل الجيش السوري. بالإضافة إلى ذلك، لم يسحب الجيش السوري أسلحته الثقيلة. وأصيب جندي واحد على الأقل وجرح 24 آخرين بجروح جراء انفجار عبوة ناسفة بالقرب من حلب.
وأبلغت اللجنة عن مقتل 22 مدنيا على يد الجيش السوري، بينهم 9 في حمص.

### 13 أبريل
اندلعت احتجاجات جماعية أسبوعية الجمعة، مع احتجاجات أكبر من المعتاد التي وقعت في حلب ودمشق وريفها واللاذقية ودير الزور ودرعا وإقليم إدلب وحماة وحمص، على الرغم من عدم انسحاب الجيش السوري والأسلحة الثقيلة من المدن . وقتل 11 متظاهرا مساء اليوم. وقصفت بعض الأماكن مثل الزبداني والقصير حمص على الرغم من وقف إطلاق النار.

### 14 أبريل
قتل 27 مدنيا على يد الجيش السوري، من بينهم 13 في حمص عندما قصف الجيش السوري الحي المركزي في حمص على الرغم من وقف إطلاق النار. قوات الأمن فتحت النار على جنازة في مدينة حلب، مما أسفر عن مقتل 8 من المشيعين.

### 15 أبريل
قتل 28 مدنيا، مع استمرار القصف العنيف لحمص.

### 16 أبريل
وبحلول نهاية اليوم قتل 55 مدنيا على يد الجيش السوري، بينهم 26 في إدلب.

### 17 أبريل
بحلول نهاية اليوم قتل 77 مدنيا على يد الجيش السوري، في حمص وإدلب في المقام الأول.

### 18 أبريل
وقتل ما لا يقل عن 32 مدنيا على أيدي الجيش السوري، وخاصة في حمص وإدلب ودمشق. كما قتل عشرة جنود جراء انفجار عبوة ناسفة بالقرب من إدلب.
كما قال بان كي مون الأمين العام للأمم المتحدة إن الحكومة السورية «لم تنفذ بعد التزاماتها الأولية فيما يتعلق بأعمال ونشر قواتها وأسلحتها الثقيلة أو إعادتها إلى الثكنات، تصاعدت التقارير عن وقوع إصابات مرة أخرى في الأيام الأخيرة، مع تقارير عن قصف المناطق المدنية وإساءات من قبل القوات الحكومية».
وقال بان أيضا ان مراقبي الامم المتحدة الذين تم نشرهم في سوريا لم يزوروا بعد حمص لان الحكومة السورية رفضت السماح لهم بالذهاب إلى هناك. وأكد بان حوادث عنف عندما ذهب مراقبو الأمم المتحدة إلى أربين، في ضواحي دمشق، وقالوا إن مجموعة من المتظاهرين المعارضين الذين احتجوا على سيارات الأمم المتحدة المارة قد أصيبوا بالرصاص، وأصيبت مركبة تابعة للأمم المتحدة بأضرار.

### 19 أبريل
وسربت المزيد من الوثائق السرية من الحكومة السورية. كشفت صحيفة العربية أن وثائق سرية من وحدة حكومية سورية سرية كشفت عن محاولات النظام لاحتواء الاضطرابات التي تجتاح البلاد. تم تسريب هذه من قبل المنشق من هذه الوحدة السرية التي كانت تسمى عبد المجيد بركات. وسرب نسخا من الوثائق الرسمية لخلية الأزمات، والتي تضمنت تقارير قوات الأمن عن الوفيات في جميع أنحاء البلاد، والبيانات التي اعترفت بإساءة معاملة المدنيين والسجناء السوريين والملاحظات على المعارضة السورية. وبعد شهر من اندلاع الاحتجاجات المناهضة للحكومة في جميع أنحاء سوريا، شكلت «خلية الأزمات» نظام الرئيس بشار الأسد لمراقبة الأحداث واتخاذ قرار لمعالجة الاضطرابات بحلول يقودها الجيش. وتضمنت الخلية كبار رجال المخابرات والحكومة وقوات الأمن الذين وثقوا الأحداث في جميع أنحاء سوريا، وجمع المعلومات التي من شأنها أن تصل إلى الرئيس مباشرة على أساس يومي.
وأبلغ عن مقتل 42 مدنيا على يد الجيش السوري، بينهم 27 في حمص.

### 20 أبريل
وقتل أكثر من 50 مدنيا، معظمهم في منطقة إدلب، حيث ظهرت احتجاجات أسبوعية يوم الجمعة في سوريا، تركزت أساسا في مدينة حلب ودمشق وريفها ودرعا وإدلب وحمص ودير الزور وحماة، والرقة والحسكة المحافظات. واستمر الجيش السوري بقصفه العنيف على حي الخالدية في حمص، حيث أفاد التلفزيون الحكومي أن المتمردين قتلوا 10 جنود في القنيطرة.
وذكرت وكالة الانباء السورية (سانا) مقتل عشرة من قوات الأمن في تفجير على جانب الطريق في جنوب سوريا. وأفادت أيضا عن تفجير قرب محافظة درعا. وادعت العربية أن 5 جنود آخرين قتلوا في تفجير في قرية الكرك. وادعت وسائل الإعلام الحكومية أن القنبلة الأولى كانت أكثر من 100 كجم (220 رطلا). كما أفادت التقارير بأن مركزا للشرطة هاجمته مجموعة من الرجال بمدافع رشاشة، مما أدى إلى مقتل شرطي ووفيات رئيس المحكمة.

### 21 أبريل
قتل ما لا يقل عن 40 مدنيا على يد الجيش السوري، معظمهم في حمص ودرعا.

### 22 أبريل
مقتل 22 مدنيا على يد الجيش السوري، حيث تعرضت ضواحي دمشق لقصف مدفعي. تم الإبلاغ عن وجود المتطوعين التونسيين، مع التأكد من مقتل ثلاثة من المقاتلين التونسيين في القتال.

### 23 أبريل
قتل 38 مدنيا بمفردهم في مذبحة قام بها الجيش السوري في وسط حماة عندما أطلق الجيش السوري وابل من قذائف الهاون على حي. قتل 20 مدنيا عندما قصف الجيش السوري دوما. وقتل 22 مدنيا آخر في جميع أنحاء البلاد، وخاصة في حمص وإدلب ودرعا، ليصل عدد القتلى إلى 80 شخصا.

### 24 أبريل
قتل 38 مدنيا على يد الجيش السوري، من بينهم أكثر من اثني عشر في حمص و 9 في ريف دمشق.

### 25 أبريل
وبحلول نهاية اليوم، أفيد عن مقتل أكثر من 100 مدني من قبل الجيش السوري، 70 منهم على الأقل في حماة. وفي حماة، أفيد بأن هجوم صاروخي دمر مبنى بالكامل. وقالت لجان التنسيق المحلية إن قوات الأمن أطلقت صاروخا على المبنى في منطقة مشاع عطار. وقال ناشطون انه من بين القتلى 13 طفلا و 16 امرأة، ومازالت هناك جثث تحت الانقاض. وأظهرت لقطات على موقع يوتيوب الانفجار حشد من الرجال يسحبون الجثة الدموية من فتاة صغيرة. يظهر فيديو آخر بقايا المبنى المنهارة، حيث يحفر الرجال المغطاة بالرماد من خلال أكوام من البناء يبحثون عن أجساد وسط صرخات المتفرجين.

### 26 أبريل
وقتل ما لا يقل عن 28 مدنيا، معظمهم في حماة.

### 27 أبريل
وتظاهرات يوم الجمعة ضد الحكومة السورية وسط مقتل 16 شخصا في جميع أنحاء البلاد على يد قوات الأمن، وقتل 9 أشخاص عندما فجر انتحاري نفسه في الميدان دمشق استهدف قوات الأمن. كانت الاحتجاجات أكبر في حلب وحمص وحماة وإدلب ودرعا، ودمشق وضواحيها.

### 28 أبريل
وأفادت الانباء ان مئات الجنود انشقوا في دمشق واللاذقية وسط اشتباكات بين المتمردين والحكومة السورية. وقتل 15 مدنيا في منتصف اليوم، وقتل 9 جنود ومتمردين في معارك نارية، وفي الوقت نفسه، قام المتمردون برد برمائية بالقرب من اللاذقية ضد قوات النظام السوري.

### 29 أبريل
وأبلغت اللجنة عن مقتل 29 مدنيا على يد السوريين مع اثنين من المنشقين.

### 30 أبريل
قتل 20 جنديا حكوميا في ثلاثة تفجيرات منسقة في إدلب استهدفت المباني الأمنية والعسكرية. انفجرت سيارة مفخخة في دمشق قدسيا أسفرت عن سقوط عدد غير محدد من الضحايا، وقتل 28 مدنيا في جميع أنحاء البلاد من قبل الجيش السوري، وخاصة في حمص.